# Episodi di Demon Slayer

Copertina del box pubblicato da Dynit contenente la prima stagione in formato blu-ray

Questa è la lista degli episodi di Demon Slayer (鬼滅の刃?, Kimetsu no yaiba), serie televisiva anime tratta dal manga Demon Slayer - Kimetsu no yaiba di Koyoharu Gotōge diretta da Haruo Sotozaki e prodotta dallo studio Ufotable. 
Ambientata in un Giappone del periodo Taishō infestato da demoni, la serie narra del giovane Tanjiro Kamado la cui famiglia viene attaccata dal più potente di questi, Kibutsuji Muzan, che lascia unica superstite sua sorella Nezuko, tramutandola in demone. Tanjiro decide dunque di unirsi ad una squadra di cacciatori di demoni per sconfiggere Muzan e far tornare Nezuko umana.
La serie è stata annunciata il 4 giugno 2018 nel ventisettesimo numero dell'anno di Weekly Shōnen Jump. Prima del passaggio televisivo, i primi cinque episodi sono stati raccolti nel film Kimetsu no yaiba - Kyōdai no kizuna (鬼滅の刃 兄妹の絆? lett. "Demon Slayer - Il legame di fratello e sorella"), proiettato in anteprima mondiale il 19 marzo 2019 e uscito nelle sale giapponesi per due settimane dal 29 marzo. L'anime è debuttato il 6 aprile 2019 alle 23:30 ed è andato in onda su 20 emittenti tra cui Tokyo MX, Gunma TV, Tochigi TV e BS11. Il ventiseiesimo episodio è andato in onda il 28 settembre 2019, concludendo la prima stagione, e alla sua fine è stato annunciato con un teaser un film sequel, intitolato Demon Slayer - Il treno Mugen. In Italia i diritti sono stati acquistati da Dynit che ha pubblicato la serie in simulcast sottotitolata sul portale VVVVID dal 20 aprile 2019, chiamandola semplicemente Demon Slayer. Al Lucca Comics & Games 2019 è stato annunciato che la serie avrebbe ricevuto un doppiaggio in italiano, che è stato pubblicato dal 10 gennaio al 3 aprile 2020 sulla stessa piattaforma.
Il 14 febbraio 2021, durante l'evento per il secondo anniversario dell'anime, è stata annunciata la trasposizione animata del seguito del film, intitolata Demon Slayer - Il quartiere di piacere (鬼滅の刃 遊郭編?, Kimetsu no yaiba yūkaku-hen). Il 25 settembre dello stesso anno, alla fine della trasmissione su Fuji TV del film, è stata annunciata un'edizione televisiva ad episodi dello stesso, dal titolo Demon Slayer - Il treno Mugen (鬼滅の刃 無限列車編?, Kimetsu no yaiba mugen ressha-hen), comprendente in aggiunta un episodio inedito e circa 70 nuove scene. Il treno Mugen e Il quartiere di piacere, di rispettivamente sette e undici episodi, compongono la seconda stagione dell'anime che è andata in onda dal 10 ottobre 2021 al 13 febbraio 2022 alle 23:15 di domenica su Fuji TV e su altre 30 emittenti. In Italia i diritti per la distribuzione della stagione sono stati acquistati da Crunchyroll che l'ha pubblicata con sottotitoli in simulcast. Il doppiaggio italiano, edito da Dynit, è stato confermato al Romics 2022 ed è stato pubblicato per la prima volta su Crunchyroll il 12 dicembre 2022. Dynit ha successivamente distribuito la propria edizione della stagione su Prime Video, il 14 febbraio 2023 con sottotitoli e il 13 febbraio 2024 doppiata.
Una terza stagione è stata annunciata alla conclusione de Il quartiere di piacere. Il 10 dicembre 2022 è stato annunciato il film Demon Slayer: Kimetsu no yaiba - Verso il villaggio dei forgiatori di katana (鬼滅の刃 上弦集結、そして刀鍛冶の里へ?, Kimetsu no yaiba Jōgen shūketsu, soshite katanakaji no sato e, lett. "Demon Slayer - Riunione delle Lune Crescenti, e poi verso il villaggio dei forgiatori di katana"), una raccolta degli ultimi due episodi della seconda stagione e del primo episodio della terza proiettato così in anteprima. Il film è uscito nelle sale giapponesi il 3 febbraio 2023. In Italia è stato distribuito nei cinema da Crunchyroll a partire dal 2 marzo dello stesso anno in versione sottotitolata. La terza stagione, intitolata Demon Slayer - Il villaggio dei forgiatori (鬼滅の刃 刀鍛冶の里編?, Kimetsu no yaiba katanakaji no sato-hen), è andata in onda su Fuji TV dal 9 aprile al 18 giugno 2023 per undici episodi. In Italia è stata pubblicata su Crunchyroll in simulcast con sottotitoli e, dall'8 al 29 ottobre 2023, nella versione doppiata.
Al termine della terza stagione è stata annunciata la successiva, dal titolo Demon Slayer - L'allenamento dei Pilastri (鬼滅の刃 柱稽古編?, Kimetsu no yaiba hashira geiko-hen). La quarta stagione, di otto episodi, è stata trasmessa su Fuji TV dal 12 maggio al 30 giugno 2024 di domenica dalle 23:15. L'edizione sottotitolata in italiano è stata pubblicata in simulcast su Crunchyroll, che ha poi pubblicato quella doppiata il 3 novembre 2024. Il primo episodio, della durata di un'ora, è stato proiettato in anteprima assieme all'ultimo della terza stagione a comporre il film Demon Slayer: Kimetsu no yaiba - Verso l'allenamento dei Pilastri (鬼滅の刃 絆の奇跡、そして柱稽古へ?, Kimetsu no yaiba - Kizuna no kiseki, soshite hashira geiko e), uscito in Giappone il 2 febbraio 2024. Il film è stato distribuito da Aniplex e Crunchyroll nei cinema di più di 140 paesi, arrivando in Italia il 22 febbraio 2024. L'ultimo episodio, ugualmente lungo un'ora, si è concluso con l'annuncio della trilogia animata Demon Slayer: Kimetsu no yaiba - Il Castello dell'Infinito.

## Lista episodi

### Prima stagione (2019)
| Nº | Titolo italiano Giapponese 「Kanji」 - Rōmaji | In onda           | In onda          |
| Nº | Titolo italiano Giapponese 「Kanji」 - Rōmaji | Giapponese        | Italiano         |
| 1  | Crudeltà 「残酷」 - Zankoku | 6 aprile 2019     | 10 gennaio 2020  |
| 1  | Giappone, Periodo Taishō. Kamado Tanjiro è un ragazzo che vive con la sua famiglia sulle montagne innevate e sopravvive vendendo carbone alla città vicina. Costretto a passare la notte in città a causa di una tempesta di neve, il giorno dopo ritornando a casa, scopre che la sua intera famiglia è stata massacrata da un demone, fatta eccezione per sua sorella minore, Nezuko, che è stata trasformata lei stessa in un demone. Un membro della Squadra Ammazzademoni, il Pilastro dell'acqua Tomioka Giyu, arriva sul posto per uccidere Nezuko, ma Tanjiro fa del suo meglio per cercare di difenderla. Sorpreso nello scoprire che Nezuko sta cercando di resistere alla trasformazione per proteggere suo fratello e colpito dal potenziale di Tanjiro, Tomioka decide di risparmiarla, intimando al ragazzo di andare a trovare il signor Urokodaki Sakonji sul monte Sagiri e lo informa che il sole è letale per i demoni. Tanjiro e Nezuko seppelliscono quindi la loro famiglia e poi partono. |                   |                  |
| 2  | L'addestratore Urokodaki Sakonji 「育手・鱗滝左近次」 - Iku-shu Urokodaki Sakonji | 13 aprile 2019    | 10 gennaio 2020  |
| 2  | Tanjiro e Nezuko (nascosta in un cesto per proteggersi dal sole) continuano il loro viaggio verso il monte Sagiri e si imbattono in un demone che ha occupato il tempio vicino. Riescono a immobilizzarlo, ma Tanjiro non ha il coraggio di dargli il colpo di grazia e lascia che muoia a causa della luce del sole. Giunge quindi sul luogo il signor Urokodaki Sakonji, che lo rimprovera per la sua mancanza di determinazione e lo avverte delle conseguenze nel caso Nezuko uccida un essere umano. Dopo aver lasciato riposare Nezuko, Urokodaki mette alla prova Tanjiro facendogli scalare e in seguito ridiscendere il monte Sagiri, stracolmo di trappole da lui stesso piazzate. Tanjiro riesce nell'ardua impresa e Urokodaki, dopo aver letto la lettera di Tomioka dove questi lo invita ad addestrare Tanjiro come Ammazzademoni, lo accetta come suo allievo. |                   |                  |
| 3  | Sabito e Makomo 「錆兎と真菰」 - Sabito to Makomo | 20 aprile 2019    | 17 gennaio 2020  |
| 3  | Tanjiro si allena sotto la guida di Urokodaki per diventare un membro della Squadra Ammazzademoni e scopre da lui che, come ultima prova, dovrà superare il temuto "Esame finale". Per sei mesi, Tanjiro si sottopone a un duro addestramento, scoprendo le basi della Respirazione della Concentrazione Assoluta e le tecniche della Respirazione dell'Acqua. Senza più nulla da insegnare al suo allievo, Urokodaki dà a Tanjiro un ultimo compito: tagliare in due un enorme macigno; se ci riuscirà, avrà il suo permesso di partecipare all'esame finale. Dopo aver trascorso altri sei mesi a cercare di tagliare la roccia, senza successo, Tanjiro inizia a perdere le speranze, ma lì viene attaccato da un altro spadaccino, Sabito, che lo critica per la sua debolezza. Un'altra giovane spadaccina, Makomo, partecipa all'addestramento e aiuta Tanjiro, spiegandogli che anche loro erano un tempo allievi di Urokodaki. Gli ultimi sei mesi di addestramento si concludono in un ultimo duello dove Tanjiro riesce finalmente a colpire Sabito, che si congratula con lui e svanisce con Makomo nella nebbia, rivelando che in realtà il fendente del ragazzo non aveva colpito lui, ma tagliato in due il macigno.                                                                                      |                   |                  |
| 4  | L'esame finale 「最終選別」 - Saishū senbetsu | 27 aprile 2019    | 17 gennaio 2020  |
| 4  | Sorpreso dalla forza di Tanjiro, Urokodaki si complimenta con lui e lo autorizza a prendere parte all'esame finale, implorandolo di ritornare vivo, sorpreso che quando parte gli chieda di salutare Sabito e Makomo . Il ragazzo giunge quindi sul luogo dell'esame insieme a molti altri giovani Ammazzademoni, scoprendo che la prova consiste nel sopravvivere una settimana intrappolati sulle montagne, infestate da demoni, questi sono circondati da una foresta di glicine una pianta letale per loro, che gli impedisce di fuggire. Durante l'esame, Tanjiro si imbatte nel "Demone delle Mani", un mastodontico e grottesco demone che prende di mira gli allievi di Urokodaki ed è il responsabile della morte di Sabito e Makomo (Tanjiro capisce di aver parlato con i loro spiriti). Dopo un duro scontro, Tanjiro riesce a sopraffare il demone e a decapitarlo usando la Respirazione dell'Acqua. |                   |                  |
| 5  | Il mio acciaio 「己鋼」 - Onore hagane | 4 maggio 2019     | 24 gennaio 2020  |
| 5  | Mentre il Demone delle Mani lentamente svanisce, Tanjiro prega perché possa reincarnarsi in una creatura buona, permettendo al tempo stesso alle anime degli studenti uccisi di Urokodaki di trovare la pace. Sopravvissuto all'esame insieme a soli altri tre ragazzi, Tanjiro ritorna da Urokodaki dopo aver ricevuto il minerale necessario per forgiare la propria spada. Lì, viene raggiunto da uno spadaio di nome Haganezuka, che gli consegna la sua spada, la quale si rivela essere sorprendentemente nera. Il giovane, riceve la sua uniforme e il maestro gli regala una scatola per portarsi dietro la sorella, viene inoltre presto raggiunto dal suo corvo messaggero, che lo indirizza verso la sua prima missione, in una città vicina dove stanno sparendo numerose giovani donne. |                   |                  |
| 6  | Lo spadaccino con un demone 「鬼を連れた剣士」 - Oni o tsureta kenshi | 11 maggio 2019    | 24 gennaio 2020  |
| 6  | Tanjiro raggiunge il villaggio a nord-ovest per indagare sulla scomparsa di numerose ragazze. Lì incontra Kazumi, un giovane caduto in depressione a causa della scomparsa della sua fidanzata. Tanjiro attende quindi la notte e utilizza il suo innato olfatto per localizzare il demone e salvare una ragazza. La creatura, il "Demone della Palude", possiede però due cloni di sé stesso e può generare delle pozzanghere che gli permettono di apparire ovunque desideri (ecco dunque come faceva a rapire le ragazze senza farsi scoprire e senza lasciare traccia). Sopraffatto dai tre demoni, Tanjiro è sul punto di soccombere fino all'intervento di Nezuko. |                   |                  |
| 7  | Kibutsuji Muzan 「鬼舞辻 無惨」 - Kibutsuji Muzan | 18 maggio 2019    | 31 gennaio 2020  |
| 7  | Mentre Nezuko protegge Kazumi e la ragazza salvata, Tanjiro affronta il Demone della Palude e i suoi cloni, riuscendo a ucciderne due. Nezuko combatte con l'ultimo, che viene sopraffatto da Tanjiro. Il ragazzo lo interroga quindi sull'identità di Kibutsuji Muzan, il primo demone e unico individuo capace di tramutare le persone in demoni (Urokodaki gli parlò di lui, rivelando che nessuno l'ha mai incontrato o ne è tornato vivo per raccontarlo) terrorizzato dalle minacce ricevute in passato da Muzan, il demone si rifiuta di parlare e Tanjiro è costretto a ucciderlo. Dopo aver consolato Kazumi per la perdita della sua fidanzata, Tanjiro parte per Asakusa, verso la sua prossima missione. Poco dopo il suo arrivo, percepisce però un odore sentito il giorno della morte della sua famiglia. Seguendolo, si imbatte in un uomo elegante insieme alla sua famiglia, il quale si rivela essere Muzan stesso, che vive fingendosi umano. Per coprirsi la fuga, Muzan tramuta di nascosto un passante in un demone e si allontana. |                   |                  |
| 8  | Un ammaliante odore di sangue 「幻惑の血の香り」 - Genwaku no chi no kaori | 25 maggio 2019    | 31 gennaio 2020  |
| 8  | Mentre Tanjiro tenta di immobilizzare il demone, Muzan si allontana, udendo però dalla distanza le urla del giovane, che giura di vendicarsi. Ricordandosi di un temibile nemico che lo sconfisse in passato e che indossava gli stessi orecchini di Tanjiro, Muzan incarica due demoni, Susamaru e Yahaba, di trovarlo e ucciderlo. Nel mentre, Tanjiro viene salvato da altri due demoni di nome Tamayo e Yushiro, due dottori che vogliono sconfiggere Muzan. L'eccentrico Yushiro conduce i due giovani alla villa di Tamayo, la quale rivela che potrebbe esistere una cura per far ritornare umani i demoni, ma che per crearla è necessario il sangue dei demoni nei quali quello di Muzan è presente in maggiore quantità (dunque quelli più forti). Tanjiro accetta di aiutare, ma il gruppo viene improvvisamente attaccato da Susamaru e Yahaba. |                   |                  |
| 9  | Il demone con la palla e il demone con la freccia 「手毬鬼と矢印鬼」 - Temari oni to yajirushi oni | 1º giugno 2019    | 7 febbraio 2020  |
| 9  | Susamaru utilizza delle palle giocattolo (temari) sotto il suo controllo per distruggere la casa, rivelando che lei e Yahaba sono membri delle Dodici Lune,i più potenti demoni che prendono ordini direttamente da Muzan. Decapita dunque Yushiro con una palla, senza ucciderlo, e obbliga Tanjiro a deflettere le altre, seppur a fatica. Yushiro spiega dunque a Tanjiro che le palle stanno venendo guidate dalle frecce di Yahaba, che viene attaccato da Nezuko. I due fratelli sono però costretti a scambiare i propri avversari, con Tanjiro che sfida Yahaba (che grazie a una pergamena di Yushiro riesce a vedere le frecce) e Nezuko e Yushiro che combattono insieme contro Susamaru. Ricordando il suo addestramento, Tanjiro riesce infine a sopraffare Yahaba, utilizzando una serie di kata in successione per cambiare la direzione delle frecce che gli venivano scagliate contro, riuscendo così a decapitarlo. |                   |                  |
| 10 | Resteremo insieme per sempre 「ずっと一緒に」 - Zutto issho ni iru | 8 giugno 2019     | 7 febbraio 2020  |
| 10 | Come ultimo attacco prima di morire, Yahaba utilizza le proprie frecce per scaraventare Tanjiro in aria e farlo schiantare al suolo, ma il giovane riesce a usare altri kata per frenare la propria caduta e si salva. Nel frattempo, Tamayo utilizza la propria abilità vampirica per confondere Susamaru, che pronuncia per errore il nome di Muzan e viene dilaniata da una maledizione. Esaminando gli occhi di Susamaru, Tamayo capisce quindi che i due non erano membri delle Dodici Lune (poiché questi ultimi hanno un numero sulla pupilla). La dottoressa chiede a Tanjiro se vuole lasciargli Nezuko, per tenerla lontano dalle battaglie, ma il ragazzo rifiuta gentilmente e Nezuko saluta i due demoni con un abbraccio dopo averli rivisti come la madre e il terzo fratello. I due fratelli partono dunque per la loro prossima missione dopo essersi congedati; lungo la strada, Tanjiro si imbatte in una giovane donna che sta venendo infastidita da uno dei ragazzi sopravvissuti all'esame finale. |                   |                  |
| 11 | La casa del tamburo 「鼓の屋敷」 - Tsuzumi no yashiki | 15 giugno 2019    | 14 febbraio 2020 |
| 11 | Tanjiro interviene e ferma il giovane Ammazzademoni, Zenitsu Agatsuma, il quale rivela di aver sperato di morire durante l'esame finale a causa della sua debolezza. Il corvo di Tanjiro guida i due verso la loro prossima meta, un'enorme casa di legno con fuori da essa due bambini, Teruko e Shoichi, i quali affermano che nella casa c'è un demone e che ha rapito il loro fratello maggiore. Lasciando la scatola con Nezuko fuori dalla villa, i due Ammazzademoni entrano, seguiti dai bambini, ma si ritrovano presto separati quando le stanze iniziano a cambiare al suono di un tamburo (che solo Zenitsu inizialmente sembrava sentire). Tanjiro e Teruko si imbattono in un enorme demone, mentre Zenitsu e Shoichi incontrano un altro Ammazzademoni con indosso una maschera da cinghiale. Il gigantesco demone rivela quindi che la sua abilità vampirica è proprio quella di far cambiare le stanze colpendo il tamburo, ma viene interrotto dall'arrivo dell'Ammazzademoni mascherato, che si prepara ad attaccare. |                   |                  |
| 12 | Il cinghiale scopre le zanne, e Zen'itsu se la dorme 「猪は牙を剥き、善逸は眠る」 - Inoshishi wa kiba o muki, Zen'itsu wa nemuru | 22 giugno 2019    | 14 febbraio 2020 |
| 12 | L'Ammazzademoni mascherato attacca il demone, ma viene ingannato dalla sua abilità vampirica e inizia a discutere con Tanjiro, mentre la creatura rivela di poter sferrare delle enormi e invisibili artigliate battendo un altro tamburo. Trasportato in un'altra stanza, Tanjiro trova il fratello maggiore dei due bambini, Kiyoshi. Zenitsu e Shoichi, intanto, vengono messi all'angolo da un altro demone e Zenitsu sviene per la paura; da addormentato, tuttavia, utilizza la Respirazione del Fulmine per decapitare il demone in un colpo solo, salvo poi risvegliarsi senza ricordare nulla e credere che sia stato Shoichi. Il Demone del Tamburo, Kyogai, rivela quindi a Tanjiro di voler divorare Kiyoshi poiché possiede del sangue raro, che gli permetterebbe di ritornare membro delle Dodici Lune (Muzan lo aveva privato del proprio numero in quanto troppo debole rispetto agli altri). Tanjiro e Kyogai iniziano quindi il loro scontro. |                   |                  |
| 13 | Qualcosa di più importante della vita 「命より大事なもの」 - Inochi yori daiji na mono | 29 giugno 2019    | 21 febbraio 2020 |
| 13 | Furioso, Kyogai inizia ad attaccare in modo erratico e imprevedibile, tormentato dalle visioni di quando era ancora un essere umano (era un compositore spesso deriso dagli altri per la sua scarsa capacità). Dopo un duro scontro, Tanjiro riesce a decapitarlo, non prima di essersi complimentato con lui per la sua grande abilità vampirica, aggiungendo però di non poterlo perdonare per gli omicidi commessi. Toccato dalle parole del giovane, Kyogai muore in lacrime, finalmente felice di aver visto qualcuno riconoscere la sua abilità. Dopo aver recuperato un campione del suo sangue e averlo consegnato al gatto di Tamayo (Chachamaru), Tanjiro esce dalla villa e si imbatte nell'Ammazzademoni mascherato intento a pestare a sangue Zenitsu. Quest'ultimo rivela di aver capito da subito che Tanjiro stava portando con sé un demone, ma di essere rimasto così colpito dalla sua gentilezza e bontà da essere rimasto in silenzio, convinto che dovesse esserci una ragione. Tanjiro interviene e attacca l'altro Ammazzademoni. |                   |                  |
| 14 | La casa con lo stemma del fiore di glicine 「藤の花の家紋の家」 - Fuji no hana no kamon no ie | 6 luglio 2019     | 21 febbraio 2020 |
| 14 | Tanjiro cerca di fermare l'Ammazzademoni mascherato frantumandogli le costole, ma questi oppone resistenza. Dopo un breve scontro, Tanjiro lo tramortisce sferrandogli una testata, che gli fa perdere conoscenza e gli fa cadere la maschera, rivelando che, nonostante il corpo robusto e muscoloso, ha un volto molto delicato ed effemminato. Risvegliatosi, l'Ammazzademoni si presenta come Inosuke Hashibira; Tanjiro e gli altri seppelliscono dunque le persone morte all'interno della casa e si congedano dai bambini, venendo poi condotti dal corvo di Tanjiro verso un'altra casa dove un'anziana signora li accoglie e accudisce. Lì, Inosuke rivela di aver partecipato all'esame finale solo per testare le proprie capacità e Zenitsu chiede a Tanjiro perché porta con sé un demone. In quel momento, Nezuko esce dalla scatola e Zenitsu aggredisce Tanjiro, accusandolo di aver avuto con sé una ragazza per tutto questo tempo e di non aver detto niente. |                   |                  |
| 15 | Il monte Natagumo 「那多蜘蛛山」 - Natagumo-yama | 13 luglio 2019    | 28 febbraio 2020 |
| 15 | Ripresisi completamente, i tre vengono indirizzati dal corvo di Tanjiro verso la loro prossima missione, sul monte Natagumo. Raggiunto il luogo al calar della notte, vengono accolti da un altro giovane Ammazzademoni, che viene però improvvisamente trascinato all'interno della foresta. Inosuke e Tanjiro si lanciano al salvataggio, mentre Zenitsu è troppo spaventato e rimane fuori. Nella foresta, coperta di ragnatele, i due si imbattono in un altro Ammazzademoni, Murata, che spiega loro di essere stato inviato sul monte insieme a dieci compagni, ma che tutti hanno improvvisamente cominciato a uccidersi tra di loro. Un gruppo di Ammazzademoni attacca il trio, che si accorge di come stiano venendo manipolati come marionette dalle ragnatele attaccate al loro corpo. In quel momento, un giovane e pallido demone li raggiunge, intimando loro di andarsene o sua "Madre" li ucciderà tutti. Inosuke utilizza quindi la propria Respirazione della bestia per localizzare il demone più vicino. Nel frattempo, messa al corrente delle numerosi morti sul monte, la Squadra Ammazzademoni invia due Pilastri: Giyu e Shinobu. |                   |                  |
| 16 | Qualcuno che non sono io deve andare avanti 「自分ではない誰かを前へ」 - Jibun de wanai dareka o mae e | 20 luglio 2019    | 28 febbraio 2020 |
| 16 | Mentre Murata rimane indietro per tenere a bada gli Ammazzademoni manipolati, Tanjiro e Inosuke avanzano verso la Madre, che nel frattempo viene raggiunta dal giovane demone di prima, Rui, che le intima di sbrigarsi o ne soffrirà le conseguenze. Terrorizzata, la Madre torce il collo a tutti gli Ammazzademoni controllati e scaglia contro Tanjiro e Inosuke un enorme demone senza testa, che i due riescono a uccidere coordinando i propri attacchi. Inosuke scaglia quindi Tanjiro in aria, permettendogli di localizzare la Madre e di lanciarsi contro di lei per decapitarla. Inizialmente spaventata, la donna capisce però che morendo sarebbe libera dagli abusi che soffre giornalmente e abbassa la guardia per permettere a Tanjiro di ucciderla. Il giovane, notando ciò, utilizza il kata più delicato della Respirazione dell'acqua per ucciderla senza farla soffrire. In punto di morte, la Madre lo ringrazia e avverte che sul monte si trova una delle Dodici Lune. |                   |                  |
| 17 | Un'arte raffinata fino alla fine 「一つのこと極め抜け」 - Hitotsu no koto kiwamenuke | 27 luglio 2019    | 6 marzo 2020     |
| 17 | Addentratosi nella foresta per aiutare i compagni, Zenitsu vede vari Ammazzademoni catturati venire trasformati in ragni da un enorme Demone Ragno, figlio della Madre e fratello maggiore di Rui. Il demone gli rivela che è stato morso e che presto anche lui si trasformerà. Terrorizzato, Zenitsu scala un albero, ma perde conoscenza e, ancora una volta, entra in uno stato di trance e attacca il demone, rivelando però di conoscere solamente il primo kata della Respirazione del Fulmine. Rammentando però gli insegnamenti del suo maestro e tutta la sofferenza provata nella sua vita, trova la determinazione di continuare e utilizza una variazione dell'attacco per decapitare il demone, salvo poi risvegliarsi e utilizzare la respirazione per rallentare il veleno. Tanjiro e Inosuke, intanto, si imbattono nella Figlia, che urla ed attira l'attenzione del mastodontico Padre, che li attacca. |                   |                  |
| 18 | Un finto legame 「偽物の絆」 - Nisemono no kizuna | 3 agosto 2019     | 6 marzo 2020     |
| 18 | Giyu e Shinobu giungono sul monte Natagumo e si separano per coprire più terreno. Intanto, Tanjiro e Inosuke non riescono a decapitare il Padre e Tanjiro viene scaraventato lontano, lasciando Inosuke da solo, che riesce a tagliarli una mano. Nel frattempo, Zenitsu viene trovato da Shinobu. Tanjiro intanto si imbatte nuovamente in Rui, che sta torturando la sorella per "questioni di famiglia". Furioso, Tanjiro li accusa di condividere un finto legame, provocando in Rui una reazione violenta. Nel mentre, Inosuke viene sopraffatto dal Padre, che gli spezza le spade ed è sul punto di ucciderlo, ma viene istantaneamente decapitato da Giyu. Tanjiro si appresta ad attaccare Rui, ma una singola ragnatela lanciata dal demone gli spezza la spada. |                   |                  |
| 19 | Il dio del fuoco 「火の神」 - Hi no kami | 10 agosto 2019    | 13 marzo 2020    |
| 19 | Mentre Giyu immobilizza Inosuke, che desidera battersi con lui, e Shinobu somministra un antidoto a Zenitsu, Tanjiro viene messo in difficoltà da Rui, obbligando Nezuko ad intervenire. Vedendo il loro legame, Rui proclama di desiderare Nezuko come propria sorella, scacciando la Figlia e rivelando di essere lui una delle Dodici Lune, in particolare la Quinta Luna Calante. Immobilizzata Nezuko, Rui attacca Tanjiro, che utilizza le tecniche della Respirazione dell'Acqua per tagliare le varie ragnatele, ma rimane sorpreso quando Rui le indurisce ulteriormente. Ormai in procinto di soccombere, Tanjiro ricorda un particolare tipo di danza che suo padre effettuava nelle notti invernali usando una speciale respirazione. Utilizzando la tecnica, nota come Danza del Dio del Fuoco, Tanjiro riesce a sopraffare Rui e, aiutato dall'abilità vampirica di Nezuko, a decapitarlo. |                   |                  |
| 20 | Una famiglia improvvisata 「寄せ集めの家族」 - Yose atsume no kazoku | 17 agosto 2019    | 13 marzo 2020    |
| 20 | Esausto, Tanjiro striscia verso Nezuko, ma scopre che Rui si è auto-decapitato per evitare di morire. In procinto di uccidere il ragazzo, viene però fermato da Giyu, che lo decapita senza sforzo usando l'undicesimo kata della Respirazione dell'Acqua inventato da lui. La Figlia intanto sta fuggendo per tornare da Rui, ricordando di quando lui la trovò e le propose di diventare parte della sua famiglia. Gli abusi di Rui su di lei e sugli altri demoni portarono però una delle "sorelle" a tentare la fuga, venendo però scoperta e uccisa da Rui. La Figlia si imbatte quindi in Murata e tenta di ucciderlo, venendo però fermata da Shinobu che la uccide utilizzando un particolare tipo di veleno letale per i demoni, di cui è infusa la sua spada, invece che decapitarli. In punto di morte, Rui vede Tanjiro abbracciare Nezuko e ricorda il suo passato. |                   |                  |
| 21 | Violazione del regolamento 「隊律違反」 - Tairitsu ihan | 24 agosto 2019    | 20 marzo 2020    |
| 21 | Dal corpo fragile e debole, Rui era costretto a non uscire quasi mai di casa. Visitato un giorno da Muzan, questi ebbe pietà di lui e lo rese un demone, obbligandolo così a nutrirsi di carne umana. I suoi genitori però lo scoprirono e tentarono di ucciderlo, venendo ammazzati a loro volta. Solo dopo averli uccisi, tuttavia, Rui si rese conto che lo amavano veramente, venendo però convinto del contrario da Muzan. Percependo la sua tristezza, Tanjiro lo consola mentre svanisce. All'inferno, Rui si ricongiunge con i suoi genitori, che lo perdonano, facendolo scoppiare a piangere. Giyu rimprovera poi Tanjiro per aver mostrato pietà ai demoni, con il ragazzo che però li definisce creature tristi e senza speranza. Giyu lo riconosce come il ragazzo di due anni prima e lo difende da Shinobu, che tenta di uccidere Nezuko. Tanjiro fugge quindi con la sorella, mentre i due Pilastri si scontrano, ma viene tramortito da una ragazza (la stessa tra i promossi del suo esame), che è in procinto di uccidere Nezuko ma viene fermata da un corvo messaggero, il quale rivela che Tanjiro e Nezuko vanno arrestati e condotti alla base degli Ammazzademoni. Risvegliatosi, Tanjiro si ritrova davanti ai Pilastri.                                                                      |                   |                  |
| 22 | Il capofamiglia 「お館様」 - Oyakata-sama | 31 agosto 2019    | 20 marzo 2020    |
| 22 | Tanjiro viene messo sotto accusa dai Pilastri, i nove Ammazzademoni più potenti, poiché porta con sé un demone. La maggior parte di loro sarebbe propensa a giustiziare subito entrambi, benché Tanjiro spieghi la situazione anomala di Nezuko, ma i Pilastri lo ignorano affermando che si tratta di un suo problema. Al processo si unisce anche Sanemi Shinazugawa, il Pilastro del Vento, che trafigge Nezuko attraverso la scatola per indurla a contrattaccare e dimostrare la sua sete di sangue, facendo infuriare Tanjiro. A calmare gli animi giunge sul posto il "capofamiglia" dei Pilastri, Kagaya Ubuyashiki, che mostra a tutti una lettera di Urokodaki (ex-Pilastro dell'acqua) nella quale questi spiega che Nezuko non attacca gli esseri umani, ma che se ciò dovesse accadere, allora lui, Giyu e Tanjiro farebbero ammenda suicidandosi. Kagaya rivela anche che Tanjiro ha incontrato Muzan in persona e che è da questi braccato. Benché i Pilastri sembrino essere convinti, Sanemi è deciso a dimostrare che Nezuko non è affidabile e si ferisce un braccio con la spada, usando il sangue per attirare fuori Nezuko, dopo aver messo la scatola a riparo dal sole. |                   |                  |
| 23 | La riunione dei Pilastri 「柱合会議」 - Chūgō kaigi | 7 settembre 2019  | 27 marzo 2020    |
| 23 | Davanti a tutti, Nezuko resiste alle provocazioni di Sanemi, e il capofamiglia la vede come prova definitiva, accettando lei e Tanjiro come membri della Squadra Ammazzademoni. Tanjiro giura di uccidere Muzan, ma Kagaya gli consiglia di iniziare occupandosi prima delle Dodici Lune. Terminato il processo, i due vengono condotti alla residenza di Shinobu, la Villa delle Farfalle, perché possano recuperare le forze. Lì incontrano la Tsuguko (allieva) di Shinobu, Tsuyuri Kanao, che Tanjiro riconosce come la ragazza dell'esame finale. All'interno, si riuniscono con Zen'itsu e Inosuke, anche loro in convalescenza. I Pilastri, intanto, sono in riunione e stanno discutendo dei danni provocati dai demoni e del calo delle abilità dei giovani Ammazzademoni. Il capofamiglia afferma che le azioni di Rui sono la dimostrazione che Muzan non si trova nei pressi del monte Natagumo e conclude giurando che insieme riusciranno a ucciderlo. |                   |                  |
| 24 | L'addestramento riabilitativo 「機能回復訓練」 - Kinō kaifuku kunren | 14 settembre 2019 | 27 marzo 2020    |
| 24 | Dopo essersi ripresi, Tanjiro e Inosuke iniziano l'addestramento riabilitativo, che si rivela essere a dir poco sfiancante, venendo poi raggiunti da Zenitsu, geloso che hanno vissuto finora circondati da ragazze. Inizialmente motivati, presto sia Inosuke che Zenitsu gettano la spugna dopo non essere riusciti a battere Kanao, mentre Tanjiro continua ad allenarsi. Le tre ragazze della villa, Sumi, Kiyo e Naho, gli rivelano quindi che Kanao riesce a essere così forte poiché pratica costantemente la Respirazione della Concentrazione Assoluta. Motivato, Tanjiro inizia ad allenarsi per riuscirci anche lui, venendo lodato da Shinobu, la quale gli affida il suo sogno di pace tra demoni ed esseri umani. Tanjiro le chiede quindi perché, pur sorridendo sempre, è sempre così arrabbiata. Sorpresa, Shinobu gli confessa il suo dolore nel vedere la sofferenza provocata dai demoni, che le ricorda di sua sorella maggiore Kanae, che come Tanjiro era empatica verso i demoni e venne da loro uccisa. Da allora, Shinobu ha assunto l'atteggiamento gentile di sua sorella, faticando però a empatizzare con i demoni. Sentendo il suo racconto, Tanjiro ricorda il dolore della morte della sua famiglia e la sua promessa fatta a Nezuko.                                                  |                   |                  |
| 25 | L'erede, Tsuyuri Kanao 「継ぐ子 栗花落カナヲ」 - Tsuguko Tsuyuri Kanao | 21 settembre 2019 | 3 aprile 2020    |
| 25 | Trascorso del tempo ad allenarsi, Tanjiro riesce finalmente a stare al passo con Kanao. Zenitsu e Inosuke, notando il suo miglioramento, chiedono a Shinobu come sia possibile e lei gli rivela della strategia della Respirazione della Concentrazione Assoluta. Motivati, anche loro si uniscono all'addestramento, con Shinobu che esorta Kanao ad unirsi a loro. Indecisa, la ragazza fa testa o croce con una moneta e ricorda il suo passato. Nata da una famiglia violenta e abusiva, si distaccò quasi completamente dal mondo per evitare di soffrire, ma venne salvata da Shinobu e sua sorella Kanae. Tuttavia, notando che la ragazza non era capace di prendere decisioni ed eseguiva solo se le cose le venivano ordinate, Kanae le donò una moneta con la quale potesse scegliere cosa fare. Tanjiro e Inosuke ricevono le nuove spade e, durante un addestramento, Tanjiro riesce finalmente a battere Kanao. Più tardi, chiede a Shinobu se sa qualcosa della Danza del Dio del Fuoco e lei gli consiglia di chiedere a Rengoku Kyojuro, Pilastro delle Fiamme. |                   |                  |
| 26 | Una nuova missione 「新たなる任務」 - Aratanaru ninmu | 28 settembre 2019 | 3 aprile 2020    |
| 26 | In un flashback poco tempo dopo la morte di Rui, Muzan convoca tutte le Lune Calanti e afferma di aver deciso di scioglierle, uccidendole tutte in quanto troppo deboli (essendo state sempre le Crescenti a uccidere i Pilastri) e risparmiando solo Enmu, l'Uno Calante (unico che non ha cercato di fuggire o scusarsi, ma lo ringrazia per averlo tenuto per ultimo), al quale fornisce grandi quantità del proprio sangue e ne promette ancora se ucciderà Tanjiro. Nel presente, il corvo di Tanjiro rivela a lui, Zenitsu e Inosuke che la loro prossima missione è accompagnare Rengoku sul Treno Mugen, dove sono già scomparsi 40 passeggeri. Salutando tutti i residenti della villa, Tanjiro si ferma a parlare con Kanao, che gli confessa la ragione dell'utilizzo della sua moneta. Tanjiro la convince però a decidere seguendo il proprio cuore, lasciandola sorpresa e incantata. Il giovane ringrazia inoltre anche Giyu per la fiducia riposta in lui e insieme ai due compagni raggiunge il Treno Mugen. I tre salgono di nascosto (poiché gli Ammazzademoni non sono ufficialmente riconosciuti dal governo, che ignora l'esistenza dei demoni) e osservano la partenza; sul treno si rivelano essere quindi presenti sia Kyojuro che l'Uno Calante, anticipando gli eventi dell'arco successivo. |                   |                  |

### Seconda stagione (2021-2022)
| Nº                                                | Titolo italiano (edizione Crunchyroll / edizione Dynit) Giapponese 「Kanji」 - Rōmaji | In onda          | In onda          |
| Nº                                                | Titolo italiano (edizione Crunchyroll / edizione Dynit) Giapponese 「Kanji」 - Rōmaji | Giapponese       | Italiano         |
| Il capitolo del treno Mugen (7 episodi)           | |                  |                  |
| 27                                                | Il Pilastro delle Fiamme, Rengoku Kyojuro 「炎柱・煉獄杏寿郎」 - En Bashira, Rengoku Kyōjurō | 10 ottobre 2021  | 12 dicembre 2022 |
| 27                                                | Rengoku Kyojuro, il Pilastro delle Fiamme, è stato incaricato di trovare uno sfuggente demone che ha ucciso diverse persone in una città. Credendo che il demone sia collegato alle 40 persone scomparse a bordo del Treno Mugen, Rengoku parte per trovarlo. Incontrati alcuni venditori e avvertitili della presenza dei demoni, localizza il treno e scopre che sta per venire rimesso in servizio, imbattendosi poi nel demone responsabile degli attacchi, che lo deride e cerca di uccidere i venditori. Rengoku lo uccide e li salva; le sue azioni ricordano all'anziana venditrice di quando il vecchio Pilastro delle Fiamme la salvò anni prima. Capendo però che il demone ucciso era troppo debole per aver ucciso almeno 40 persone, Rengoku sale sul treno e inizia la sua indagine. |                  |                  |
| 28                                                | Sonno profondo 「深い眠り」 - Fukai nemuri | 17 ottobre 2021  | 12 dicembre 2022 |
| 28                                                | Tanjiro, Zenitsu e Inosuke incontrano Rengoku a bordo del Treno Mugen e, dopo un breve riassunto della situazione, scoprono due demoni nascosti a bordo, che il Pilastro uccide rapidamente, dando sfoggio delle sue grandi abilità. Durante la notte, tutti gli Ammazzademoni si addormentano e Tanjiro sogna di riunirsi con la sua famiglia. La verità è che sono caduti tutti nella trappola dell'abilità vampirica di Enmu, l'Uno Calante delle Dodici Lune, nascosto sul tetto del treno e che ha mescolato il proprio sangue ai loro biglietti per addormentarli. |                  |                  |
| 29                                                | Se fosse vero / Se è la realtà... 「本当なら」 - Hontō nara | 24 ottobre 2021  | 12 dicembre 2022 |
| 29                                                | Mentre gli Ammazzademoni sono addormentati, ognuno fa un sogno diverso: Zenitsu che può uscire con Nezuko alla luce del sole, in quanto umana, Inosuke che con gli altri in forma semi animale che chiamano "capo" affrontano un mostro e Rengoku che è in vista al padre e al fratello che gli dice che è fiero di lui e lo addestra. Enmu incarica quattro passeggeri di legarsi a loro con delle corde e addormentarsi, entrando nei loro sogni e usando dei punteruoli creati dalle ossa del demone per distruggere il loro nucleo spirituale, facendoli così entrare in uno stato vegetativo. L'intrusa entrata nel sogno di Rengoku è la prima a trovarne il nucleo, ma il forte spirito combattivo del Pilastro è sufficiente a fermarla nel mondo reale. Nel mentre Nezuko, non influenzata dall'abilità del demone, cerca di svegliare Tanjiro, senza riuscirci; il suo intervento lo porta però a rendersi conto di essere dentro un sogno. Nel tentativo di svegliarsi, Tanjiro si decapita nel sogno. |                  |                  |
| 30                                                | Affronto / Insulto 「侮辱」 - Bujoku | 7 novembre 2021  | 12 dicembre 2022 |
| 30                                                | L'intruso di Tanjiro si ritrova presto all'interno del suo subconscio e trova il nucleo spirituale, ma rimane così sorpreso dalla purezza e dalla bontà del ragazzo da perdere la volontà di ferirlo. Nezuko brucia così le corde legate ai polsi degli Ammazzademoni, facendo uscire i vari intrusi dai loro sogni e spingendoli ad attaccare Tanjiro, che li tramortisce tutti, fatta eccezione per il ragazzo che era entrato nel suo sogno (malato terminale di tubercolosi e al quale la bontà di Tanjiro ha dato sollievo). Dopo non essere riuscito a svegliare né Zenitsu né Inosuke, Tanjiro incarica Nezuko di proteggere i passeggeri e sale sul tetto per affrontare Enmu. Nello scontro che ne segue, il demone lo addormenta ripetutamente, ma ogni volta Tanjiro riesce a riprendersi suicidandosi nel sogno per svegliarsi, riuscendo così a decapitare il demone. Enmu però si rialza indenne e rivela di essersi fuso con l'intero Treno Mugen, mentre Inosuke si risveglia e arriva per assistere Tanjiro. |                  |                  |
| 31                                                | Andiamo avanti / In avanti! 「未来へ！」 - Mae e! | 14 novembre 2021 | 12 dicembre 2022 |
| 31                                                | Inosuke e Tanjiro tentano di opporsi a Enmu, ma la spaventosa capacità di rigenerazione del demone rende futili i loro tentativi. Nezuko, Zenitsu e Rengoku (che si sono svegliati) si uniscono allo scontro, con quest'ultimo che incarica Tanjiro e Inosuke di localizzare il vero collo del demone mentre lui e gli altri lo tengono a bada. I due scoprono così che il collo di Enmu si trova nella locomotiva, ma per quanto ci provino non riescono a reciderla in quanto il demone utilizza il vagone del carbone per generare ammassi di carne che usa come scudo. Il conducente, volendo proteggere il demone, accoltella Tanjiro allo stomaco, ma questi raccoglie le forze rimaste e, mentre Inosuke espone il collo del mostro, lo decapita con la Danza del Dio del Fuoco. Con la morte di Enmu, l'intero treno deraglia e si schianta in una radura vicina. |                  |                  |
| 32                                                | Akaza 「猗窩座」 - Akaza | 21 novembre 2021 | 12 dicembre 2022 |
| 32                                                | In seguito al deragliamento del treno, Enmu svanisce. Tanjiro è ferito gravemente, ma riesce a stabilizzare le proprie condizioni con l'aiuto di Rengoku. Sul posto giunge però improvvisamente Akaza, la Terza Luna Crescente, che tenta di uccidere Tanjiro e cerca di convincere Rengoku a divenire un demone, percependone la forza. Tuttavia, Rengoku rifiuta immediatamente e i due si scontrano. Nonostante la forza e velocità del Pilastro, Akaza riesce a sopraffarlo e a ferirlo gravemente. |                  |                  |
| 33                                                | Fai ardere il tuo cuore! / Dai alle fiamme il tuo animo 「心を燃やせ」 - Kokoro o moyase | 28 novembre 2021 | 12 dicembre 2022 |
| 33                                                | Con le ultime forze rimaste, Rengoku scatena un devastante attacco su Akaza, riuscendo a stordirlo momentaneamente. Il demone riesce però a ferirlo mortalmente, salvo poi fuggire con l'arrivo della luce solare. Tanjiro gli lancia la spada alle spalle, trafiggendolo e chiamandolo codardo. Poco prima di morire, Rengoku lascia a Tanjiro un messaggio da passare a suo padre e suo fratello. Accetta quindi Nezuko come membro della Squadra Ammazzademoni e dice a Tanjiro di "far ardere il suo cuore". Infine, ha un'ultima visione di sua madre che lo guarda con orgoglio e soccombe alle sue ferite, devastando Tanjiro e Inosuke. Gli altri Pilastri vengono quindi informati dai rispettivi corvi del destino di Rengoku e il capofamiglia lo loda per essere riuscito a salvare tutti i passeggeri del treno. |                  |                  |
| Il capitolo del quartiere di piacere (11 episodi) | |                  |                  |
| 34                                                | Il Pilastro del Suono, Uzui Tengen 「音柱・宇髄天元」 - Oto Bashira Uzui Tengen | 5 dicembre 2021  | 12 dicembre 2022 |
| 34                                                | Akaza si incontra con Muzan, che ha ora assunto le sembianze di un ragazzino (adottato da una famiglia benestante) e invece che elogiarlo per aver ucciso un Pilastro, lo rimprovera per non essere riuscito a uccidere gli altri tre Ammazzademoni insieme a Rengoku. Akaza giura di uccidere Tanjiro, mentre quest'ultimo si incontra con il padre di Kyojuro e suo fratello, Senjuro. Il padre, Shinjuro, ex-Pilastro delle fiamme ora caduto in depressione e divenuto un alcolizzato, lo scaccia violentemente. Tuttavia, dopo aver visto i suoi orecchini, gli spiega che essi sono il simbolo degli eredi della primissima tecnica di respirazione, la "Respirazione del Sole". Tanjiro lo tramortisce con una testata dopo che, in preda all'alcol, aveva mancato di rispetto a Kyojuro. Più tardi, Senjuro ringrazia Tanjiro per aver riferito a entrambi i messaggi di suo fratello e gli dona la guardia della spada di Kyojuro. Quattro mesi dopo, Tanjiro, Zenitsu e Inosuke si offrono di accompagnare Uzui Tengen, il Pilastro del Suono, in una missione segreta nel quartiere di Yoshiwara, un quartiere a luci rosse detto "Quartiere dei piaceri" dove si dice si nasconda un demone. |                  |                  |
| 35                                                | Intrusione nel quartiere dei piaceri / Infiltrazione nel quartiere di piacere 「遊郭潜入」 - Yūkaku sen'nyū | 12 dicembre 2021 | 12 dicembre 2022 |
| 35                                                | Per indagare sulla presunta presenza di un demone a Yoshiwara, Tengen aveva in precedenza mandato le sue tre mogli a investigare nelle tre più grandi case di lavoro della zona. Tuttavia, quando tutte e tre hanno smesso di aggiornarlo sulla situazione, si è preoccupato e ha deciso di intervenire per aiutarle. Tengen fa travestire quindi Tanjiro, Zenitsu e Inosuke da ragazze e le vende alle tre diverse case dove dovrebbero trovarsi le mogli, così che possano scoprire indizi sul loro stato e posizione. Mentre Tengen esamina il quartiere dai tetti, si scopre che Makio, una delle sue mogli, sta venendo tenuta in ostaggio in una stanza sigillata all'interno della casa dove è stato mandato Inosuke, imprigionata da numerose cinture e interrogata da una misteriosa voce femminile. |                  |                  |
| 36                                                | Chi va là? / E tu chi sei? 「何者？」 - Nanimono? | 19 dicembre 2021 | 12 dicembre 2022 |
| 36                                                | Inosuke indaga nella stanza dove crede si trovi Makio, aspettandosi di trovarsi faccia a faccia con il demone ma trovando invece la stanza completamente deserta. Tuttavia, il demone inizia a spostarsi furtivamente attraverso le pareti e il soffitto e Inosuke, pur provandoci, non riesce a stare al passo. Nel frattempo, nella sua casa, Zenitsu protegge una bambina da Warabihime, la splendida ma crudele oiran. Il giovane la riconosce immediatamente come il demone, ma la donna lo attacca. In un flashback, viene rivelato che due giorni prima la responsabile della casa aveva capito la vera identità della oiran, ma era stata da lei uccisa. Il demone, il cui vero nome è Daki, la Sesta Luna Crescente, si era poi incontrata con Muzan, che si era congratulato con lei per la sua bellezza e potenza. Ritornati nel presente, Zenitsu si risveglia e, dopo essere stato ringraziato dalle bambine, viene catturato di nascosto dal demone ,che avendo visto la sua resistenza ha capito che è un Ammazzademoni. |                  |                  |
| 37                                                | Stanotte / Questa notte 「今夜」 - Kon'ya | 26 dicembre 2021 | 12 dicembre 2022 |
| 37                                                | Tanjiro e Inosuke si incontrano furtivamente sui tetti per scambiarsi le informazioni. Tengen li raggiunge, rivelando che Zenitsu è scomparso e mandandoli via, scusandosi per averli coinvolti e non volendo che rischino la vita per lui. I due si rifiutano però di abbandonarlo e Tanjiro fa saltare la propria copertura, incontrandosi con la oiran della propria casa (una donna gentile, che rivela di essere stata al corrente sin da subito che fosse un maschio) e salutandola. Nel frattempo, Tengen interroga il responsabile della casa di Zenitsu. Tanjiro percepisce dunque un odore particolare e si imbatte in Daki, che intanto ha assorbito la oiran nella propria cintura. Il ragazzo la affronta, ma lei riesce a sopraffarlo utilizzando le numerose cinture, che controlla e usa come fossero fruste. Una delle cinture danneggia però la scatola di Nezuko, obbligando Tanjiro a lasciarla indietro. Il giovane si prepara quindi ad affrontare il demone. |                  |                  |
| 38                                                | Si fa tutto in modo vistoso! / Le cose si faranno sgargianti! 「ド派手に行くぜ‼」 - Dohade ni ikuze!! | 2 gennaio 2022   | 12 dicembre 2022 |
| 38                                                | Tengen trova Hinatsuru, una delle sue mogli, che era riuscita a sfuggire al demone ma era rimasta ferita e pertanto non è riuscita a tenerlo aggiornato. Mentre combatte Daki, intanto, Tanjiro cerca di utilizzare contro di lei la Danza del Dio del Fuoco, ma capisce ben presto di non riuscire a utilizzarla efficacemente a causa della fatica. Nel frattempo, Inosuke scopre un passaggio segreto sotto la propria casa, che lo conduce in una grotta che funge da "cella", dove si trovano numerose cinture che Daki ha utilizzato per catturare le sue vittime. La cintura si rivela essere un'entità propria che può muoversi anche staccata dal corpo di Daki e attacca Inosuke, che però preferisce liberare le persone imprigionate. Sopraffatto, riesce però a liberare le ultime due mogli di Tengen, Suma e Makio, e Zenitsu, insieme ai quali indebolisce la cintura, permettendo a Tengen, sopraggiunto, di finirla. |                  |                  |
| 39                                                | Ricordi sovrapposti / Memorie sovrapposte 「重なる記憶」 - Kasanaru kioku | 9 gennaio 2022   | 12 dicembre 2022 |
| 39                                                | Durante lo scontro tra lei e Tanjiro, Daki rade al suolo metà del quartiere, uccidendo moltissimi innocenti. Tanjiro, furioso, la attacca con una serie di Danze del Dio del Fuoco, riuscendo quasi a decapitarla, ma il demone si salva tramutando il proprio collo in una cintura. I due continuano a combattere, ma Daki viene tormentata dalle visioni delle cellule di Muzan dentro di lei, che raffigurano un guerriero simile a Tanjiro. Quest'ultimo, tuttavia, si rende conto di stare combattendo senza respirare, e il solo intervento di sua sorella riesce a impedirgli di morire soffocato. Mentre Tanjiro perde conoscenza, Nezuko si scontra con Daki, venendo apparentemente messa in difficoltà ma riuscendo improvvisamente a trasformarsi. |                  |                  |
| 40                                                | Trasformazione / Metamorfosi 「変貌」 - Henbō | 16 gennaio 2022  | 12 dicembre 2022 |
| 40                                                | Nezuko continua a combattere con Daki, riuscendo a sopraffarla. Tuttavia, la sua sete di sangue è ormai fuori controllo ed è sul punto di attaccare anche degli innocenti, con Tanjiro che però riesce a fermarla e calmarla, mentre Tengen sopraggiunge e decapita Daki senza alcuna difficoltà, rimanendo sorpreso dalla sua debolezza. Il demone però non muore e anzi si mette a piangere, richiamando il fratello maggiore, Gyutaro, che condivide con lei la posizione di Sesta Luna Crescente, che fuoriesce dalla sua schiena e combatte per difenderla, attaccando con delle falci e un'abilità vampirica straordinaria che gli permette di sferrare continui turbinii di lame. |                  |                  |
| 41                                                | Adunata 「集結」 - Shūketsu | 23 gennaio 2022  | 12 dicembre 2022 |
| 41                                                | Dopo aver portato Nezuko al sicuro, Tanjiro si unisce allo scontro. Nel frattempo, Tengen discute con Gyutaro e Daki del proprio passato. Da piccolo, era stato addestrato dal violento padre nelle arti degli shinobi, ma li aveva abbandonati non volendo diventare freddo e distaccato come loro, incontrando così le sue future mogli e il capofamiglia, che lo lodò per la sua forza di volontà. Tengen riesce quindi a separare i due fratelli, ma si rende conto che le falci di Gyutaro lo hanno avvelenato. Allo scontro si uniscono allora Tanjiro, Zenitsu e Inosuke, con i quali Tengen si complimenta, riconoscendo il loro valore. Suma e Makio fanno evacuare il quartiere, mentre Hinatsuru si unisce anche lei alla battaglia. Apparentemente sopraffatti, gli Ammazzademoni sembrano improvvisamente avere un vantaggio quando Hinatsuru avvelena Gyutaro usando il glicine e Tanjiro torna a utilizzare la Respirazione dell'acqua (che è più efficace quando si è sulla difensiva); Gyutaro sembra essere ormai sul punto di essere decapitato. |                  |                  |
| 42                                                | Una volta sconfitta una Luna Crescente / Quando sconfiggeremo una Luna Crescente... 「上弦の鬼を倒したら」 - Jōgen no oni o taoshitara | 30 gennaio 2022  | 12 dicembre 2022 |
| 42                                                | Gyutaro neutralizza però il veleno molto rapidamente e si rigenera, respingendo Tanjiro e Tengen. Il ragazzo, per aiutare Hinatsuru, combina quindi la Danza del Dio del Fuoco e la Respirazione dell'acqua, scatenando una carica devastante che stordisce il demone. Tengen lo ringrazia e interviene, allontanando sé stesso e Gyutaro dallo scontro per salvare gli altri. Tanjiro coordina così i propri attacchi con Zenitsu e Inosuke, riuscendo a decapitare Daki. Mentre Inosuke però si allontana con la testa del demone in mano per impedirle di rigenerarsi, Gyutaro sbuca fuori dal nulla e lo pugnala al cuore, recuperando la testa della sorella. Tanjiro nota quindi che Tengen è a terra ferito gravemente e, mentre è distratto, Daki si rigenera e lo attacca usando le cinture; Zenitsu si frappone per salvarlo. |                  |                  |
| 43                                                | Non mi arrenderò mai 「絶対諦めない」 - Zettai akiramenai | 6 febbraio 2022  | 12 dicembre 2022 |
| 43                                                | Sopravvissuto, Tanjiro esamina la scatola di Nezuko e scopre che sta bene. Gyutaro lo raggiunge, deridendolo per non essere riuscito a difendere i suoi amici e pestandolo a sangue, offrendosi poi di farlo diventare un demone per "diventare amici". Tanjiro risponde colpendolo con una testata e accoltellandolo con un pugnale imbevuto di glicine, usando poi la Danza del Dio del Fuoco per cercare di decapitarlo. Daki tenta di frapporsi, ma Zenitsu la blocca. In difficoltà, Tanjiro viene aiutato da Tengen, che aveva usato i muscoli per fermare il cuore e rallentare il veleno; al tempo stesso, Inosuke (che aveva spostato gli organi appena in tempo per evitare di venire accoltellato al cuore) sopraggiunge per aiutare Zenitsu. Collaborando, gli Ammazzademoni riescono così a decapitare i demoni contemporaneamente, uccidendoli. Come ultimo asso, Gyutaro si fa però esplodere, radendo al suolo l'intero quartiere. |                  |                  |
| 44                                                | Se anche mi reincarnassi diverse volte / Non importa quante volte rinascerò 「何度生まれ変わっても」 - Nando umarekawatte mo | 13 febbraio 2022 | 12 dicembre 2022 |
| 44                                                | Risvegliatosi, Tanjiro scopre che Nezuko ha usato la propria abilità vampirica per guarirlo dal veleno e, insieme a lei, cura anche Inosuke e Tengen, che si è riunito con le sue tre mogli. Tanjiro si imbatte quindi nelle teste dei due demoni e, dopo aver recuperato il loro sangue per Tamayo, li vede litigare. Daki svanisce però per prima e Gyutaro, nell'assistere alla scena, ricorda il proprio passato. Nato nel distretto più malfamato del Quartiere dei piaceri, era spesso deriso e ostracizzato da tutti per la sua bruttezza. Tutto però cambio alla nascita di sua sorella, Ume, che era bellissima e divenne l'unica ragione di vita di Gyutaro, che giurò di proteggerla sempre e comunque. Compiuti i tredici anni, tuttavia, Ume accecò un samurai che aveva cercato di violentarla e, come castigo, venne bruciata viva. Dopo averla trovata e aver ucciso il samurai, Gyutaro venne raggiunto dal vecchio Sei Crescente, Doma, che diede ai due il proprio sangue e li rese demoni. Riunitisi nell'Aldilà, i due fratelli si riconciliano e giurano di non separarsi mai più, andando all'Inferno assieme; Gyutaro si dissolve così completamente. Mentre Tanjiro e gli altri festeggiano, vengono raggiunti dal Pilastro delle serpi, Iguro Obanai, che si complimenta sarcasticamente con Tengen; il Pilastro del suono rivela però di ritirarsi e lo informa dell'incredibile potenziale di Tanjiro. Intanto, il capofamiglia, sempre più malato, scopre della morte dei due demoni e viene colto dalla gioia, affermando che la sconfitta di Muzan è sempre più vicina. |                  |                  |

### Terza stagione (2023)
| Nº | Titolo italiano (edizione Crunchyroll / edizione Dynit) Giapponese 「Kanji」 - Rōmaji | In onda        | In onda         |
| Nº | Titolo italiano (edizione Crunchyroll / edizione Dynit) Giapponese 「Kanji」 - Rōmaji | Giapponese     | Italiano        |
| 45 | Il sogno di qualcuno / Il sogno di qualcun altro 「誰かの夢」 - Dareka no yume | 9 aprile 2023  | 8 ottobre 2023  |
| 45 | Nel Castello dell'Infinito, Kibutsuji Muzan convoca le cinque Lune Crescenti rimaste per informarle della morte di Gyutaro e Daki. Dopo aver rimproverato i suoi sottoposti per non essere ancora riusciti a trovare il licoride blu, manda Gyokko (Cinque Crescente) e Hantengu (Quattro) in missione in un luogo non precisato. Dopo il congedo di Muzan, emerge la rivalità tra Akaza e Doma (ora Due Crescente), ma i due vengono severamente ammoniti da Kokushibo (Uno). Ricoverato nella villa delle farfalle, Tanjiro sogna un suo antenato parlare con un uomo dai lunghi capelli rosso scuro e una voglia simile alla sua in fronte (lo stesso che si è visto più volte, brevemente, nei flashback di Muzan), che regge una katana dalla lama nera. Subito dopo, il ragazzo si risveglia dal coma. Scopre di aver dormito due mesi, mentre Zenitsu e Inosuke, che si sono ripresi, sono stati mandati, separatamente, in missione. Passata la convalescenza, Tanjiro parte per il mitico villaggio dei forgiatori di spade per far affilare la lama smussata della sua katana. Per mantenere segreta la posizione del villaggio, i membri di supporto della Squadra Ammazzademoni sono organizzati in una staffetta, guidati dai corvi, e traportano Tanjiro sulla schiena avendolo bendato e con dei tappi per il naso e le orecchie. Giunto a destinazione, il giovane incontra Kanroji Mitsuri, il Pilastro dell'Amore, e Genya Shinazugawa, che apprende essere il fratello minore del Pilastro del Vento. Dopo aver saputo da Kanroji che il villaggio nasconde un manufatto segreto che accrescerebbe il suo potere, Tanjiro si mette alla sua ricerca, ma mentre è nella foresta si imbatte nel Pilastro della Nebbia, Muichiro Tokito, mentre sta discutendo con un bambino. Dietro quest'ultimo, Tanjiro scorge la figura dell'uomo che aveva sognato. |                |                 |
| 46 | Yoriichi Modello Zero 「縁壱零式」 - Yoriichi zeroshiki | 16 aprile 2023 | 8 ottobre 2023  |
| 46 | Tanjiro vede la discussione tra Tokito e il giovane Kotetsu, custode della bambola da battaglia meccanica, Yoriichi modello Zero (quella che sembra una persona), che il Pilastro vuole usare per allenarsi, ma il bambino rifiuta, venendo insultato in quanto i fabbri non lottano o rischiano la vita come gli spadaccini. Tanjiro si intromette ma viene buttato a terra dal Pilastro. Tanjiro si sveglia e parla con Kotetsu scoprendo che furono gli antenati di questi a creare la bambola, ispirandosi ad uno spadaccino dell'epoca Sengoku. In quel momento arriva un corvo femmina, che rivela che Tokito è un discendente del creatore della Respirazione del Sole (Yoriichi), motivo della sua forza e abilità. Tanjiro dice di aver già visto Yoriichi in sogno e il corvo lo deride, ma Kotetsu crede in una teoria secondo la quale i ricordi si ereditino come il sangue o l'aspetto. Tokito riesce a rompere un pezzo dell'armatura durante l'allenamento e il bambino scappa piangendo, Tanjiro lo raggiunge e scopre che non avendo più il padre, ha paura di non riuscire a riparare la bambola, ma Tanjiro dopo aver raccontato della sua missione e della sua ultima battaglia, gli dice che qualunque cosa accada, qualcuno erediterà il suo volere, tranquillizzandolo. Kotetsu si offre di allenarlo con la bambola, ora con sole cinque braccia, poiché Tokito ha rotto la sesta, armata di spada, dopo avere accidentalmente rotto la sua. Kotetsu, dopo un momento di rabbia, la riattiva; Tanjiro inizia ad allenarsi e dopo giorni di fatica, alla fine sta per colpire la bambola al collo ma tentenna, Kotetsu lo incoraggia promettendo che la riparerà in un modo o l'altro, così lo spadaccino la decapita e trova al suo interno una katana apparentemente antichissima. |                |                 |
| 47 | La katana di più di trecento anni fa / Una spada di oltre trecento anni fa 「300年以上前の刀」 - Sanbyaku-nen ijō mae no katana | 23 aprile 2023 | 8 ottobre 2023  |
| 47 | Tanjiro e Kotetsu estraggono la katana dal corpo della marionetta e, sfoderandola, scoprono con disappunto che è completamente arrugginita. Improvvisamente, sul posto sopraggiunge Haganezuka, il quale pretende di avere la spada per poterla aggiustare e, in seguito, riconsegnarla a Tanjiro. Nel frattempo, consegna al ragazzo la sua vecchia katana dalla lama nera, riaffilata. Davanti ai modi bizzarri e apparentemente maleducati di Hagazenuka, un altro forgiatore di nome Kanamori spiega a Tanjiro che Haganezuka tiene molto a lui ed è determinato a forgiargli una katana che gli permetta di affrontare al meglio ogni pericolo. Quella sera, un forgiatore di ritorno dalle sorgenti termali viene brutalmente ucciso da Gyokko, arrivato al villaggio insieme ad Hantengu con lo scopo di uccidere tutti i forgiatori: era questa la missione affidata loro da Muzan. Anche Tanjiro e Nezuko, che in quel momento si trovano insieme a Tokito, vengono sorpresi da Hantengu e scoprono molto presto che l'abilità vampirica del Quattro Crescente è la capacità di moltiplicarsi ogni volta che gli viene mozzata la testa; inoltre, ogni nuovo demone che viene a generarsi sembra avere una sua abilità particolare. Mentre Tanjiro e Nezuko combattono insieme a Genya – dotato di un'arma da fuoco simile a una doppietta – Tokito, che era stato sbalzato nel bosco dal primo attacco di una delle personificazioni di Hantengu, vede Kotetsu che viene minacciato da un demone minore e, contravvenendo al suo proposito di tornare immediatamente al villaggio e uccidere la Luna Crescente, si ferma per difendere il bambino. |                |                 |
| 48 | Grazie, Tokito-kun / Grazie, Tokito 「時透君ありがとう」 - Tokitō-kun arigatō | 30 aprile 2023 | 15 ottobre 2023 |
| 48 | Tokito capisce che per uccidere il demone (un pesce dotato di arti umani) è necessario recidere il vaso che portano sul dorso e, dopo aver salvato Kotetsu, si dirige verso il luogo in cui si trovano Haganezuka e Kanamori. Tanjiro scopre che più Hantengu si sdoppia, più diventa debole e le estensioni hanno un limite (dopo aver ucciso due demoni deboli e piccoli usciti da uno di loro scompaiono). Lui e Nezuko combattono contro tre delle quattro estensioni principali del demone (Sekido, che impersona la rabbia, Karaku, che impersona il divertimento, e Urogi, la gioia), riconoscibili dal marchio sulle loro lingue, mentre Genya affronta Aizetsu, la personificazione della tristezza, che ferisce più volte gravemente il cacciatore, ma questi si rialza ogni volta mostrando capacità di rigenerazione simili a quelle dei demoni. Nel frattempo, i demoni-pesce di Gyokko attaccano in massa il villaggio dei forgiatori di spade e Kanroji, che si trovava ancora nelle vicinanze, viene inviata a dare man forte a Tokito e gli altri. |                |                 |
| 49 | La katana incandescente / La spada scarlatta 「赫刀」 - Kakutō | 7 maggio 2023  | 15 ottobre 2023 |
| 49 | Il Pilastro dell'Amore giunge al villaggio appena in tempo per salvare il capo villaggio dall'attacco dei demoni-pesce creati da Gyokko; quest'ultimo appare nei pressi della fucina dove Haganezuka sta lavorando alla nuova katana per Tanjiro e attacca il trio composto da Tokito, Kotetsu e Kanamori, non prima di aver mostrato loro una macabra scultura composta con i corpi dei forgiatori uccisi, sostenendo che senza di essi gli spadaccini saranno perduti. Tokito cerca di ucciderlo distruggendo il vaso da cui il demone compare, ma questi dimostra di poterlo ricreare ogni volta che vuole (anche se il giovane capisce che basta decapitarlo per ucciderlo). Messo alle strette dal Pilastro della Nebbia, il Cinque Crescente mostra la sua abilità vampirica: una bolla d'acqua da cui è impossibile uscire con cui avvolge Tokito, impedendogli di praticare la respirazione assoluta. Intanto, dopo che un attacco di Karaku ha raso al suolo una gran quantità di edifici, Nezuko afferra la lama di Tanjiro e, bagnandola con il proprio sangue, le fa prendere fuoco e quest'ultima diventa rossa; vedendola, le personificazioni di Hantengu hanno delle visioni dei ricordi di Muzan mentre affronta il guerriero dagli orecchini uguali a quelli di Tanjiro. Questi utilizza il sangue infuocato di Nezuko insieme alla Danza Sacra del Dio del Fuoco per imbastire un attacco con cui mozza la testa a tutti e tre i demoni. Subito dopo Tanjiro vede che Genya è riuscito a decapitare anche Aizetsu. Tuttavia, nel voltarsi, il ragazzo mostra di aver assunto tratti somatici simili a quelli di un demone. |                |                 |
| 50 | Perché non diventi un Pilastro? / Non volevi diventare un Pilastro? 「柱になるんじゃないのか！」 - Hashira ni narun ja nai no ka! | 14 maggio 2023 | 15 ottobre 2023 |
| 50 | Tokito non sembra essere in grado di liberarsi dalla prigione d'acqua in cui lo ha rinchiuso Gyokko. Intanto, al villaggio, Tanjiro aiuta Nezuko a liberarsi dalle macerie. Genya però rivendica con rabbia la sua volontà di diventare un Pilastro, rinfacciando a Tanjiro il fatto di aver ucciso il Sei Crescente solo grazie all'aiuto di Tengen e degli altri. Tuttavia, pur essendo riusciti a decapitare quasi contemporaneamente tutti e quattro i demoni, questi non muoiono e continuano a rigenerarsi. Tanjiro allora capisce che il corpo principale del Quattro Crescente deve essere in qualche modo collegato all'identità originaria di Hantengu stesso: la sua intuizione viene confermata dal fatto che nei pressi dello scontro si nasconde una versione minuscola e velocissima dello stesso demone, che lo spadaccino riesce a individuare grazie al suo odore. Mentre Nezuko combatte senza risparmiarsi, Tanjiro affida a Genya il compito di raggiungerlo e ucciderlo. Questi riesce a individuare il corpo principale e cerca di ucciderlo sia a colpi di doppietta sia con la katana, ma questo sembra essere indistruttibile. Ad un tratto dietro di lui appare Sekido, riuscito a sfuggire al confronto con Tanjiro e Nezuko: in quell'istante, Genya ripercorre con il pensiero la storia sua e del fratello Sanemi, che era stato costretto a uccidere la madre dopo che questa era diventata un demone e aveva ucciso gli altri loro fratelli; Genya, non capendo come fossero andate le cose, gli diede dell'assassino, e ora è entrato negli Ammazzademoni puntando al ruolo di Pilastro per scusarsi con lui. Un attimo prima che Sekido uccida Genya, tuttavia, appare Tanjiro che salva lo spadaccino e lo incita a continuare a tentare di sconfiggere Hantengu. |                |                 |
| 51 | Un nemico crudele 「極悪人」 - Gokuakunin | 21 maggio 2023 | 22 ottobre 2023 |
| 51 | Tanjiro cerca di decapitare Hantengu, ma il collo del piccolo demone è resistente e le fiamme della spada si estinguono; inoltre, improvvisamente, il ragazzo percepisce alle sue spalle una presenza estranea: un nuovo demone che, sviluppatosi dal corpo del demone della rabbia, ha assorbito i corpi degli altri tre e si presenza come un ragazzo che porta marchiato sulla lingua il carattere della parola "odio". Questi evoca cinque draghi di legno che attaccano Tanjiro, il quale si salva grazie a Nezuko, e provvede a proteggere il corpo principale avvolgendolo in uno scudo di legno impenetrabile. Il nuovo demone, Zohakuten, li rimprovera di aver aggredito un essere piccolo e indifeso, ma Tanjiro gli rinfaccia che sono loro ad aver ucciso e divorato persone innocenti. Intanto, Gyokko entra nella fucina e scopre Haganezuka che sta affilando la katana antica; Kanamori tenta di distoglierlo affinché si metta in salvo, ma il fabbro continua incessantemente il suo lavoro commentando la lama. Il Cinque Crescente, irritato dalla sua indifferenza, lo attacca ferendolo e rompendogli la maschera, ma non riesce a fermarlo. All'esterno, Kotetsu cerca di rompere la bolla in cui è prigioniero Tokito, vendendo attaccato e ferito da un demone-pesce, ma riesce comunque a soffiare un po' di ossigeno all'interno dell'anfora per permettere a Tokito di usare la Respirazione. Questi non capisce perché il bambino cerchi di aiutarlo invece di mettersi in salvo ma, in preda a visioni di Tanjiro che gli dice che le persone sono forti quando si aiutano a vicenda, si ricorda che suo padre aveva gli occhi rossi come Tanjiro e per salvare Kotestsu riesce a liberarsi. |                |                 |
| 52 | Il "Mu" di Muichiro 「無一郎の無」 - Muichirō no Mu | 28 maggio 2023 | 22 ottobre 2023 |
| 52 | Muichiro recupera i ricordi del suo passato, rimasti finora sopiti: viveva con i genitori e il gemello Yuichiro nei boschi, in quanto il padre era un taglialegna. In una notte di tempesta l'uomo andò in cerca di erbe medicinali per la moglie gravemente malata, ma nel raccoglierla precipitò in un burrone e morì. I due fratelli rimasero soli; a differenza di Muichiro, che hai quei tempi era solare e ottimista, Yuichiro era freddo e diretto, ritenendo che aiutare gli altri portasse solo guai. Un giorno si presentò da loro Amane Ubuyashiki per reclutarli, in virtù della loro discendenza da una grande ammazzademoni, ma Yuichiro la cacciò e la situazione divenne ancora più fredda tra i due fratelli. Una notte, un demone venne mandato a ucciderli e Yuichiro si sacrificò per proteggere il gemello. A quel punto, in Muichiro si risvegliò una rabbia devastante che, in un raptus, gli permise di fare a pezzi il demone per poi immobilizzarlo fino al sorgere del sole. Poi, raggiunse il fratello morente che con le sue parole chiese agli dei di risparmiare almeno Muichiro. Grazie ai ricordi ritrovati Muichiro risveglia strani marchi (simili alla voglia rossa di Tanjiro) sul viso ed elimina i demoni-pesce, per poi raggiungere la fucina. Gyokko evoca da un'anfora dei tentacoli di piovra, distruggendo l'edificio, ma Haganezuka sopravvive continua il suo lavoro e Muichiro grazie alla nuova katana creata da Kanamori sotto le indicazioni del suo scomparso predecessore riesce a tagliare i tentacoli e mette in difficoltà il Cinque Crescente. |                |                 |
| 53 | Il Pilastro della Nebbia, Tokito Muichiro 「霞柱 時透無一郎」 - Kasumi Bashira Tokitō Muichirō | 4 giugno 2023  | 22 ottobre 2023 |
| 53 | Muichiro mette in difficoltà Gyokko distruggendo i pesci che evoca e disperde il suo veleno, ma quando attacca il demone scopre che è in grado di fare la muta. Gyokko rivela il suo vero aspetto di uomo-pesce che genera pesci ogni volta che tocca qualcosa, ma il pilastro evoca una foschia con una tecnica che mette il demone in difficoltà e lo decapita. Il Cinque Crescente continua a parlare nonostante sia stato decapitato e Muichiro, stanco delle sue chiacchiere, taglia la testa in mille pezzi e lo fa sparire. Muichiro cade a terra stremato (e i marchi svaniscono), venendo soccorso da Kanamori e Kotestu sopravvissuto al precedente attacco grazie alla guardia della spada che Tanjiro gli aveva lasciato e aveva sotto i vestiti. Muichiro ricorda che fu salvato da Amane e i suoi primi ricordi furono quando si risvegliò nella dimora di Kagaya e l'unica cosa che gli era rimasta era la rabbia, ma il capofamiglia gli disse che il giorno che avrebbe ritrovato se stesso avrebbe risvegliato il suo potere, Muichiro ha una visione dei suoi genitori e il fratello sorridergli. Intanto il gruppo di Tanjiro affronta Zohakuten, che controlla le teste di drago grazie ai tamburi che ha sulla schiena e può usare anche le tecniche delle altre personalità. Tanjiro, ferito a un piede e assordato viene catturato da una testa e sta per essere schiacciato, ma viene salvato appena in tempo da Kanroji Mitsuri. |                |                 |
| 54 | Il Pilastro dell'Amore, Kanroji Mitsuri 「恋柱・甘露寺蜜璃」 - Koi Bashira Kanroji Mitsuri | 11 giugno 2023 | 29 ottobre 2023 |
| 54 | L'arrivo di Mitsuri ribalta la situazione: la ragazza, grazie alla sua speciale spada flessibile simile a una frusta affilatissima, taglia i vari draghi raggiungendo Zohakuten, ma Tanjiro le urla che non è quello il corpo principale del Quattro Crescente. Il demone colpisce la ragazza con urlo stordendola ma, prima che possa finirla, viene tratta in salvo da Tanjiro, Nezuko e Genya. Mitsuri ripensa al suo passato: da piccola era incredibilmente forte anche se aveva un corpo esile e mangiava molto senza ingrassare. Ma i ragazzi la evitavano e il suo promesso sposo la rifiutò anche per il colore bizzarro dei suoi capelli. Lei allora se li tinse e cambiò le sue abitudini ma alla fine, capendo quanto fosse sbagliato, la ragazza accettò le proprie caratteristiche e riuscì finalmente a essere accettata per quello che era solo quando entrò negli Amazzademoni. Avendo ripreso conoscenza, Mitsuri ricomincia a combattere e Zohakuten nota che sul collo della ragazza è apparsa una voglia rossa, come accaduto in precedenza a Tokito. Tanjiro e gli altri trovano la radice dove è nascosto Hantengu e Genya la lacera con i propri stessi denti: viene rivelato che egli ha sviluppato una forza sovrumana e la capacità di guarire le proprie ferite grazie al fatto di aver divorato carne di demone. Hantengu fugge ancora una volta e il gruppo si lancia al suo inseguimento. |                |                 |
| 55 | I legami che ci uniscono: alba e aurora / Alba e aurora 「繋いだ絆 彼は誰時 朝ぼらけ」 - Tsunaida kizuna kawataredoki asaborake | 18 giugno 2023 | 29 ottobre 2023 |
| 55 | Grazie al ricordo di un vecchio consiglio di Zenitsu legato alla Respirazione del fulmine, Tanjiro raggiunge Hantengu e cerca di decapitarlo, grazie anche alle fiamme di Nezuko. Il demone, furioso, torna alla sua altezza naturale e i tre precipitano da una scarpata finendo in una vasta pianura. Hantengu, ancora con la spada conficcata nel collo, avverte la presenza di alcuni forgiatori in fuga e essendosi indebolito ha bisogno di sangue umano. Tanjiro si ritrova senza un'arma con cui combattere ma, improvvisamente, gli viene lanciata una nuova katana da Tokito, giunto alla scarpata con Haganezuka, Kanamori e Kotetsu, con cui il ragazzo decapita il demone. Proprio mentre il sole inizia a sorgere, Nezuko si lancia verso di lui per fargli capire che Hantengu è inspiegabilmente ancora vivo, il ragazzo nota la scritta rancore sulla lingua della testa mozzata, mentre prima di cadere aveva notato paura (probabilmente la sua personalità dominante). I raggi del sole cominciano a bruciare il corpo di Nezuko, a cui Tanjiro cerca di fare scudo con il proprio, e il ragazzo è paralizzato: davanti all'idea che la sorella perda la vita, non riesce a rinunciare a lei nemmeno per salvare altre vite. A quel punto è Nezuko stessa che, seppur martoriata dalla luce del sole, lancia con un calcio il fratello verso il demone. Senza guardarsi indietro, Tanjiro scopre grazie al suo olfatto che il corpo principale di Hantengu è nascosto nel cuore dell'essere che ha già decapitato e lo colpisce uccidendolo definitivamente. Si vedono così sprazzi del suo passato: prima di diventare un demone, egli era un ladro che si fingeva cieco e finì anche per uccidere ed essere condannato a morte, ma Muzan lo salvò ed egli si vendicò di chi l'aveva condannato, anche se questi prima di morire gli disse che un giorno avrebbe pagato per i suoi crimini con la vita. Tanjiro in lacrime piange per la sorella ormai bruciata dal sole, ma scopre che può sopravvivere alla luce e dopo anni riesce parlare anche se ripete ciò che sente. Con la morte di Hantengu anche Zohakuten e i suoi draghi scompaiono, salvando un'esausta Mitsuri. Tanjiro ripensa a un messaggio di Tamajo che aveva previsto che Nezuko, grazie al suo sangue speciale, avrebbe potuto un giorno diventare immune alla luce del sole. Tanjiro si riunisce al resto degli spadaccini e fabbri sopravvissuti e il giorno dopo lui e Nezuko, recuperati dagli ausiliari della squadra Amazzademoni, lasciano il villaggio ringraziati dai vari fabbri. Kibutsuji Muzan, ancora nella forma di bambino che era già stata mostrata in precedenza, apprende della sconfitta del Cinque e del Quattro Crescente ma la notizia non lo preoccupa in quanto la guarigione di Nezuko rappresenta ciò che il demone ha sempre cercato di ottenere: viene rivelato che mille anni prima Muzan era un nobile gravemente malato che probabilmente sarebbe morto prima di raggiungere in ventesimo anno di età; il suo medico un giorno gli somministrò una strana medicina che sembrò non sortire alcun effetto e, adirato, il giovane Muzan lo uccise; ma col tempo si accorse che la medicina lo aveva trasformato in un essere molto più forte di un normale essere umano, facendogli acquisire però l'incontrollabile desiderio di nutrirsi di carne umana e costringendolo a vivere nell'ombra, perché la luce del sole lo avrebbe ucciso. Non essendo in grado di trovare il licoride blu che il suo medico aveva usato per preparare la medicina, per secoli Muzan continuò a trasformare le persone in demoni sperando che un giorno in uno di loro si sarebbe manifestata spontaneamente l'immunità alla luce del sole. Ora che ciò è accaduto con Nezuko, il demone è sicuro che sarà sufficiente ottenere il suo sangue per guarire anch'egli, non si fa scrupoli di rivelarsi alla madre adottiva e una cameriera uccidendole. |                |                 |

### Quarta stagione (2024)
| Nº | Titolo italiano (edizione Crunchyroll / edizione Dynit) Giapponese 「Kanji」 - Rōmaji | In onda        | In onda         |
| Nº | Titolo italiano (edizione Crunchyroll / edizione Dynit) Giapponese 「Kanji」 - Rōmaji | Giapponese     | Italiano        |
| 56 | Per sconfiggere Kibutsuji Muzan 「鬼舞辻󠄀無惨を倒すために」 - Kibutsuji Muzan o taosu tame ni | 12 maggio 2024 | 3 novembre 2024 |
| 56 | Mentre sono in missione per salvare una donna rapita da un demone, il Pilastro del Vento Shinazugawa Sanemi e il Pilastro dei Serpenti Iguro Obanai, affrontano inspiegabilmente diversi demoni che riescono a uccidere facilmente e trovano un’entrata per il Castello dell’Infinito, prima che questa svanisca improvvisamente, salvando però la donna. Tanjiro dopo l'ultima battaglia è ancora convalescente, insieme a Genya, viene rivelato che i fabbri, si sono trasferiti in un nuovo nascondiglio e hanno subito pochissime perdite, Haganezuka gli consegna l'antica katana, che finalmente ha riparato, non trovando però indizi sul suo forgiatore. Inoltre sia Inosuke che Zenitsu sono tornati sani e salvi dalle loro ultime missioni, il secondo felicissimo che ora Nezuko possa uscire alla luce del sole e parlare. Durante un incontro di emergenza guidato da Amane, moglie di Kagaya Ubuyashiki (in quanto le sue condizioni sono peggiorate), i Pilastri rimasti discutono delle misteriose voglie apparse su Mitsuri e Muichiro nelle loro battaglie che sembrano avere origine dai cacciatori di demoni del periodo Sengoku. Muichiro fornisce dei dettagli delle condizioni fisiche che ha sperimentato, tra cui l'aumento della temperatura corporea e il battito accelerato del cuore e che potrebbero portare le voglie ad apparire su altri. Sapendo che Kibutsuji Muzan tenterà di prendere Nezuko con la forza, vengono proposti dei duri allenamenti per i cacciatori di demoni da parte dei Pilastri per prepararli all’imminente conflitto. A ogni Pilastro viene affidato uno specifico tipo di allenamento per migliorare le abilità dei loro sottoposti. Tomioka Giyu rifiuta di partecipare all’allenamento. Mentre si nasconde, Tamayo viene visitata dal corvo di Kagaya, che le chiede di allearsi con i cacciatori di demoni e lavorare con Shinobu. |                |                 |
| 57 | La sofferenza del Pilastro dell’Acqua Tomioka Giyu / Il dolore di Tomioka Giyu, il Pilastro dell'Acqua 「水柱・冨岡義勇の痛み」 - Mizu hashira・Tomioka Giyū no itami | 19 maggio 2024 | 3 novembre 2024 |
| 57 | Tamayo informa Yushiro della sua decisione di allearsi con i cacciatori di demoni. Tanjiro apprende del rifiuto di Giyu di unirsi all’allenamento dei Pilastri, da una lettera di Kagaya che chiede di parlargli. Malgrado l’essere respinto diverse volte, Tanjiro insiste. Alla fine, Giyu gli confida il suo rifiuto di accettare di essere un Pilastro. Egli racconta di essersi allenato e di avere fatto amicizia con il coetaneo Sabito. Durante la selezione finale, Sabito uccise quasi tutti i demoni della montagna ma fu l’unico a non sopravvivere alla prova, in quanto per salvare un candidato fu ucciso dal Demone delle Mani. Giyu si sente dunque in colpa per essere sopravvissuto, senza aver combinato nulla, durante la prova. Nel tentativo di Tanjiro di incoraggiarlo, Giyu ricorda le parole di Sabito che gli avevano insegnato a dare valore alla propria vita come dono della sorella, morta proteggendolo da un demone. Capendo che i suoi tentativi di dimenticarlo hanno lo scopo di allontanare il dolore, decide di partecipare agli allenamenti. Shinobu, ritenendo i tempi ormai maturi, decide di raccontare a Kanao del demone che ha ucciso sua sorella maggiore Kanae e del suo piano per ucciderlo. |                |                 |
| 58 | Tanjiro di nuovo in forma! Si partecipa agli allenamenti! / Tanjiro torna in forma e partecipa all'allenamento dei pilastri 「炭治郎全快‼ 柱稽古大参加」 - Tanjirō zenkai‼ Hashira geiko dai sanka | 26 maggio 2024 | 3 novembre 2024 |
| 58 | Dopo essersi ripreso, Tanjiro partecipa agli allenamenti dei Pilastri. Riunitosi con Uzui Tengen e le sue mogli, affronta la prima fase, allenamento fisico e resistenza, dove presto si dimostra come il più abile del gruppo. Quella notte, due cacciatori di demoni sono di pattuglia, venendo segretamente spiati da una Luna Demoniaca. Obanai e Sanemi discutono della loro esperienza nel castello e della diminuzione delle attività dei demoni, ritenendo che si tratti della calma prima della tempesta; Sanemi poi sfida Obanai in combattimento, che accetta. Come esercizio finale, Tengen gioca il ruolo di un demone a caccia di coloro che si stanno allenando, i quali devono lavorare di squadra per sconfiggerlo. Malgrado la sua forza e abilità superiori, Tanjiro è in grado di tenergli testa e sprona i compagni ad attaccarlo. Con il completamento dell’allenamento e dopo avere ispirato gli altri ragazzi a lavorare più duramente, Tengen permette a Tanjiro di procedere verso l’allenamento con Muichiro. |                |                 |
| 59 | Possiamo ritrovare il sorriso / Come sorridere 「笑顔になれる」 - Egao ni Nareru | 2 giugno 2024  | 3 novembre 2024 |
| 59 | Nell’allenamento di Muichiro sulla rapidità di movimento, Tanjiro scopre la natura severa del Pilastro quando insegna agli altri ragazzi, enfatizzando la perseveranza anche se si viene feriti. Muichiro, pur ammettendo la sua durezza, vuole che essi imparino che anche un singolo errore potrebbe risultare fatale in battaglia. In seguito si allena con Sanemi e Obanai, che si sottopongono ad allenamenti notturni per migliorare le proprie abilità. Muichiro è impressionato dalla velocità di apprendimento di Tanjiro e la sua abilità di combattere alla pari con lui, ritenendo che possa essere pronto per l’allenamento successivo. Prima di fare ciò, Tanjiro lo sfida a una gara di aeroplanini di carta, chiedendo che tratti i giovani cacciatori che sta allenando con più gentilezza in caso di vittoria. Anche se Tanjiro perde, Muichiro decide di cambiare i suoi modi quando nota la gioia dei suoi ragazzi lanciando i loro aeroplanini. |                |                 |
| 60 | Finché non mangerai i demoni / Mangio persino i demoni 「鬼を喰ってまで」 - Oni o kutte made | 9 giugno 2024  | 3 novembre 2024 |
| 60 | All’allenamento di Mitsuri sulla flessibilità, Tanjiro e gli altri cacciatori danzano a ritmo di musica per diventare più agili. All’allenamento di Obanai sull’arte della spada, Tanjiro affronta il Pilastro nel mezzo di una sala in cui sono legati gli altri ragazzi, dovendo evitare di colpirli. Malgrado le iniziali difficoltà per diversi giorni, Tanjiro alla fine ha successo e si sposta all’allenamento di Sanemi, dove ritrova Zenitsu, Sanemi, che prova ancora risentimento verso Tanjiro, lo colpisce senza pietà mentre viene attaccato assieme agli altri ragazzi, per migliorare la loro resilienza. Successivamente, Genya tenta di ottenere il riconoscimento da parte del fratello, rivelando di avere persino mangiato dei demoni per esso. Infuriato, Sanemi inveisce contro di lui, portando a un violento confronto con Tanjiro, a cui viene in seguito impedito di allenarsi ulteriormente con Sanemi. Per tale motivo, Tanjiro e Zenitsu si dirigono verso l’ultima fase dell’allenamento, con il Pilastro della Roccia Gyomei Himejima. |                |                 |
| 61 | Il più forte tra i cacciatori / Il più forte della squadra ammazzademoni 「鬼殺隊最強」 - Kisatsutai saikyō | 16 giugno 2024 | 3 novembre 2024 |
| 61 | All’allenamento di Gyomei, il Pilastro enfatizza l’allenamento della parte inferiore del corpo, per sviluppare forza e abilità difensive. I cacciatori devono resistere sotto una cascata gelida, trasportare tre pesanti tronchi e spingere un grosso masso per oltre cento metri per completare il tutto. Tanjiro e Zenitsu si uniscono a Inosuke, Genya e all’altro cacciatore Murata. Dopo avere completato con successo i primi due obiettivi, Tanjiro fatica nel muovere il masso. A causa della difficoltà dell’allenamento, diversi giovani cacciatori scelgono di lasciare e affidare le loro speranze a Tanjiro. In seguito, Genya rivela che per spostare il masso è richiesto l’uso delle Azioni Ripetitive, una tecnica che utilizza il ricorso ad alcuni ricordi per aumentare la concentrazione e incrementare la forza. Nell’utilizzare questa tecnica, Tanjiro ricorre ai ricordi della sua famiglia e del messaggio di Kyojuro, risvegliando la sua voglia e permettendogli di spostare il masso. Nel Castello dell’Infinito, il demone Nakime ha localizzato il 60% dei cacciatori di demoni su ordine di Muzan, che desidera trovare sia Nezuko che Kagaya. |                |                 |
| 62 | Il Pilastro della Roccia, Himejima Gyomei 「岩柱・悲鳴嶼行冥」 - Iwa Bashira・Himejima Gyōmei | 23 giugno 2024 | 3 novembre 2024 |
| 62 | Dopo avere completato l’ultimo compito, Tanjiro viene elogiato da Gyomei, che afferma di non avere dubbi su di lui. Incerto su cosa significhi, Tanjiro ascolta Gyomei parlare del suo passato, in cui era un monaco che si occupava dei bambini di un orfanotrofio. Una notte, un bambino lasciò il tempio e si imbatté in un demone, che convinse a risparmiargli la vita in cambio di quella di Gyomei e degli altri. Il demone uccise tutti i ragazzini, tranne una bambina e Gyomei lo affrontò fino all’alba per salvarla. La testimonianza della bambina in seguito fu male interpretata e il monaco fu imprigionato per omicidio, rendendolo cinico e scoraggiato, fino a che non fu fatto scarcerare da Kagaya. Avere osservato Tanjiro convince ora Gyomei del suo carattere onesto e delle sue motivazioni, il ragazzo scopre inoltre che il monaco è cieco. Mentre si sta recando da Giyu, Tanjiro trova Zenitsu, che ha adottato un atteggiamento severo e serio dopo avere ricevuto una lettera. Assiste poi a uno scontro di allenamento tra Giyu e Sanemi, ma quest’ultimo se ne va dopo che Tanjiro tenta di riappacificarsi. In seguito, Sanemi scopre un occhio di Nakime e capisce che i cacciatori stanno venendo spiati, proprio mentre Muzan entra nella residenza Ubuyashiki per confrontarsi con un moribondo Kagaya, dai loro discorsi sembrano conoscersi. |                |                 |
| 63 | I Pilastri riuniti / Pilastri, a rapporto 「柱・結集」 - Hashira kesshū | 30 giugno 2024 | 3 novembre 2024 |
| 63 | Dai dialoghi di Kagaya e Muzan si scopre che i due sono imparentati: il ramo di Kagaya fu maledetto in quanto dalla loro famiglia nacque un demone e i figli che nascevano avrebbe avuto vita breve, ma un sacerdote gli disse che se avessero ucciso il demone avrebbero fermato la maledizione, motivo per cui crearono gli Ammazzademoni, grazie al dono della preveggenza che svilupparono e che veniva ereditato di generazione in generazione. Il capofamiglia chiede a Muzan quale sia il suo sogno e questi risponde che è l'eternità, cosa che otterrà mettendo le mani sul sangue di Nezuko. Intanto i vari corvi convocano i Pilastri e Tanjiro alla residenza Ubuyashiki. Il capofamiglia si rifiuta di consegnare Nezuko a Muzan e rivela di non temere la morte, in quanto ha avuto una famiglia (sia di sangue che i vari cacciatori da lui considerati come figli) che lo ama e lo vendicherà, al contrario i demoni moriranno senza il loro creatore: Muzan si accorge solo in quel momento che l'intera villa è stata trasformata in una trappola esplosiva, la cui detonazione viene vista da lontano dai cacciatori. Il corpo di Muzan viene quasi completamente disintegrato e mentre si sta rigenerando, il demone viene bloccato da un'abilità vampirica (capendo che Kagaya si é sacrificato di proposito con la moglie e due figlie) e improvvisamente si ritrova davanti Tamayo (avvicinatasi grazie a una pergamena di Yushiro) che gli pianta qualcosa nel petto, la donna rivela essere una medicina che fa tornare umani, creata grazie all'aiuto di Shinobu, Muzan le rinfaccia le sue colpe: la trasformò in demone per salvarla da una malattia, ma lei divoro' la sua famiglia e diversi innocenti, prima di pentirsi, la donna sa delle sue colpe, che però intende affrontare e Muzan viene subito decapitato da Gyomei, anche lui presente. In un flashback risalente ad alcuni giorni prima, si vede Kagaya convocare Gyomei rivelandogli che Muzan sarebbe arrivato e che lui avrebbe fatto da esca; il capofamiglia chiede all'ex monaco di approfittarne per ucciderlo. Inoltre, Kagaya sospettava che non sarebbe stato sufficiente tagliare la testa di Muzan per ucciderlo e che l'unica arma che può ucciderlo è il sole, quindi chiede a Gyomei di resistere fino all'alba, pregando per i suoi figli. In effetti, nel presente, Muzan sopravvive e rigenera la propria stessa testa. I Pilastri e Tanjiro raggiungono il campo di battaglia e, vendendo il volto del loro nemico (che solo Tanjiro riconosce), ognuno si lancia all'attacco, ma all'improvviso la terra sotto ognuno di loro si apre e tutti precipitano nel Castello dell'Infinito assieme a Zenitsu, Inosuke, Genya, Kanao e il resto dei cacciatori, osservati dai vari demoni che vi abitano. Tanjiro giura a Muzan che lo ucciderà. |                |                 |

## Home video

### Giappone
Gli episodi della prima stagione di Demon Slayer sono stati pubblicati in Giappone per il mercato home video in edizione DVD e Blu-ray dal 31 luglio 2019 al 24 giugno 2020.
| Nº | Data              | Dischi | Episodi | Fonti  |
| -- | ----------------- | ------ | ------- | ------ |
| 1  | 31 luglio 2019    | 1 + CD | 1-2     | [ 44 ] |
| 2  | 28 agosto 2019    | 1 + CD | 3-5     | [ 45 ] |
| 3  | 25 settembre 2019 | 1 + CD | 6-7     | [ 46 ] |
| 4  | 30 ottobre 2019   | 1 + CD | 8-10    | [ 47 ] |
| 5  | 27 novembre 2019  | 1 + CD | 11-12   | [ 48 ] |
| 6  | 25 dicembre 2019  | 1 + CD | 13-14   | [ 49 ] |
| 7  | 29 gennaio 2020   | 1 + CD | 15-17   | [ 50 ] |
| 8  | 26 febbraio 2020  | 1 + CD | 18-19   | [ 51 ] |
| 9  | 25 marzo 2020     | 1 + CD | 20-21   | [ 52 ] |
| 10 | 27 maggio 2020    | 1 + CD | 22-24   | [ 53 ] |
| 11 | 24 giugno 2020    | 1 + CD | 25-26   | [ 54 ] |

Gli episodi della seconda stagione di Demon Slayer sono stati pubblicati in Giappone per il mercato home video in edizione DVD e Blu-ray dal 26 gennaio al 27 luglio 2022.
| Nº                                   | Data                        | Dischi                      | Episodi                     | Fonti                       |
| Il capitolo del treno Mugen          | Il capitolo del treno Mugen | Il capitolo del treno Mugen | Il capitolo del treno Mugen | Il capitolo del treno Mugen |
| ------------------------------------ | --------------------------- | --------------------------- | --------------------------- | --------------------------- |
| 1                                    | 26 gennaio 2022             | 1 + CD                      | 27                          | [ 55 ]                      |
| 2                                    | 9 febbraio 2022             | 2                           | 28-33                       | [ 56 ]                      |
| Il capitolo del quartiere di piacere |                             |                             |                             |                             |
| 1                                    | 23 febbraio 2022            | 1 + CD                      | 34                          | [ 57 ]                      |
| 2                                    | 30 marzo 2022               | 1 + CD                      | 35-36                       | [ 58 ]                      |
| 3                                    | 27 aprile 2022              | 1 + CD                      | 37-38                       | [ 59 ]                      |
| 4                                    | 25 maggio 2022              | 1 + CD                      | 39-40                       | [ 60 ]                      |
| 5                                    | 29 giugno 2022              | 1 + CD                      | 41-42                       | [ 61 ]                      |
| 6                                    | 27 luglio 2022              | 1 + CD                      | 43-44                       | [ 62 ]                      |

Gli episodi della terza stagione di Demon Slayer sono stati pubblicati in Giappone per il mercato home video in edizione DVD e Blu-ray dal 21 giugno al 22 novembre 2023.
| Nº | Data              | Dischi | Episodi | Fonti  |
| -- | ----------------- | ------ | ------- | ------ |
| 1  | 21 giugno 2023    | 2 + CD | 45      | [ 63 ] |
| 2  | 26 luglio 2023    | 1 + CD | 46-47   | [ 64 ] |
| 3  | 30 agosto 2023    | 1 + CD | 48-49   | [ 65 ] |
| 4  | 27 settembre 2023 | 1 + CD | 50-51   | [ 66 ] |
| 5  | 25 ottobre 2023   | 1 + CD | 52-53   | [ 67 ] |
| 6  | 22 novembre 2023  | 1 + CD | 54-55   | [ 68 ] |

Gli episodi della quarta stagione di Demon Slayer sono stati pubblicati in Giappone per il mercato home video in edizione DVD e Blu-ray dal 3 luglio al 2 ottobre 2024.
| Nº | Data             | Dischi | Episodi | Fonti  |
| -- | ---------------- | ------ | ------- | ------ |
| 1  | 3 luglio 2024    | 1 + CD | 56      | [ 69 ] |
| 2  | 7 agosto 2024    | 1 + CD | 57-58   | [ 70 ] |
| 3  | 4 settembre 2024 | 1 + CD | 59-61   | [ 71 ] |
| 4  | 2 ottobre 2024   | 1 + CD | 62-63   | [ 72 ] |

### Italia
L'anime è pubblicato in Italia per il mercato home video da Dynit in edizione limitata, in formato DVD e Blu-ray. La prima stagione è stata divisa in due box, usciti rispettivamente il 22 luglio ed il 28 ottobre 2020. La seconda stagione è stata pubblicata in altri due box, sottotitolati Il treno Mugen ed Il quartiere di piacere, pubblicati rispettivamente il 28 giugno ed il 2 agosto 2023. La terza stagione è stata pubblicata in un quinto box, sottotitolato Il villaggio dei forgiatori, distribuito il 25 settembre 2024. La quarta stagione è stata pubblicata in un sesto box, sottotitolato L'Allenamento dei pilastri, distribuito il 29 aprile 2025.
| Nº | Data              | Dischi | Episodi | Fonti         |
| -- | ----------------- | ------ | ------- | ------------- |
| 1  | 22 luglio 2020    | 3      | 1-13    | [ 75 ] [ 76 ] |
| 2  | 28 ottobre 2020   | 3      | 14-26   | [ 77 ] [ 78 ] |
| 3  | 28 giugno 2023    | 2      | 27-33   | [ 79 ] [ 80 ] |
| 4  | 2 agosto 2023     | 3      | 34-44   | [ 81 ] [ 82 ] |
| 5  | 25 settembre 2024 | 3      | 45-55   | [ 83 ] [ 84 ] |
| 6  | 29 aprile 2025    | 2      | 56-63   | [ 85 ] [ 86 ] |

Il 31 marzo 2021 Dynit ha ripubblicato la prima stagione completa in edizione DVD e Blu-ray in un unico box etichettato The Complete Series.
| Data          | Dischi | Episodi | Fonti         |
| ------------- | ------ | ------- | ------------- |
| 31 marzo 2021 | 4      | 1-26    | [ 87 ] [ 88 ] |